# René Descartes
René Descartes (pronunciación en francés: /ʁəne dekaʁt/ (escucharⓘ); latinización: Renatus Cartesius; onomástico del que se deriva el adjetivo cartesiano; La Haye en Touraine, Centro-Valle del Loira, 31 de marzo de 1596-Estocolmo, 11 de febrero de 1650) fue un filósofo, matemático y físico francés considerado el padre de la geometría analítica y la filosofía moderna, así como uno de los protagonistas con luz propia en el umbral de la revolución científica.
Su método filosófico y científico, que expone en Reglas para la dirección de la mente (1628) y más explícitamente en su Discurso del método (1637), establece una clara ruptura con la escolástica que se enseñaba en las universidades. Está caracterizado por su simplicidad —en su Discurso del método únicamente propone cuatro normas— y pretende romper con los interminables razonamientos escolásticos. Toma como modelo el método matemático, en un intento de acabar con el silogismo aristotélico empleado durante toda la Edad Media. Muchos elementos de la filosofía de Descartes tienen precedentes en el aristotelismo tardío, el neoestoicismo del siglo XVI o en filósofos medievales. 
Su declaración filosófica más conocida es "Pienso, luego existo", que se encuentra en Discurso del método (1637) y en Principios de la Filosofía (1644), fue un elemento esencial del racionalismo occidental, contraria a la escuela empirista inglesa, y formuló el conocido como «método cartesiano», pero del cogito ya existían formulaciones anteriores, alguna tan exacta a la suya como la de Gómez Pereira en 1554, y del Método consta la formulación previa que del mismo hizo Francisco Sánchez en 1576. Todo ello con antecedentes en Agustín de Hipona y Avicena, por lo que ya en su siglo fue acusado de plagio, entre otros por Pierre Daniel Huet.
Su filosofía natural rechaza cualquier apelación a los fines finales, divinos o naturales, al explicar los fenómenos naturales en términos mecánicos. Como devoto católico, su teología insiste en la libertad absoluta del acto de creación de Dios. Al negarse a aceptar la autoridad de filósofos anteriores, Descartes con frecuencia distingue sus puntos de vista de los filósofos que lo precedieron. Rompió con la tradición aristotélica estableciendo un dualismo sustancial entre alma —res cogitans, el pensamiento— y cuerpo —res extensa, la extensión—. Radicalizó su posición al considerar al animal, al que concibe como una «máquina», como un cuerpo desprovisto de alma. Esta teoría será criticada durante la Ilustración, especialmente por Diderot, Rousseau y Voltaire.[cita requerida]
Consciente de las penalidades de Galileo por su apoyo al copernicanismo, intentó sortear la censura, disimulando de modo parcial la novedad de las ideas sobre el hombre y el mundo que exponen sus planteamientos metafísicos, unas ideas que supondrán una revolución para la filosofía y la teología. La influencia cartesiana estará presente durante todo el siglo XVII: los más importantes pensadores posteriores desarrollaron sistemas filosóficos basados en el suyo; no obstante, mientras hubo quien asumió sus teorías —Malebranche o Arnauld— otros las rechazaron —Hobbes, Locke, Spinoza, Leibniz, Pascal, Berkeley o Hume—.
La influencia de René Descartes en las ciencias y matemáticas es igualmente evidente. Hizo contribuciones en física y óptica. El sistema de coordenadas cartesianas recibió su nombre. Se le acredita como el padre de la geometría analítica, el puente entre el álgebra y la geometría, utilizado en el descubrimiento del cálculo infinitesimal.

## Biografía

### Infancia y adolescencia

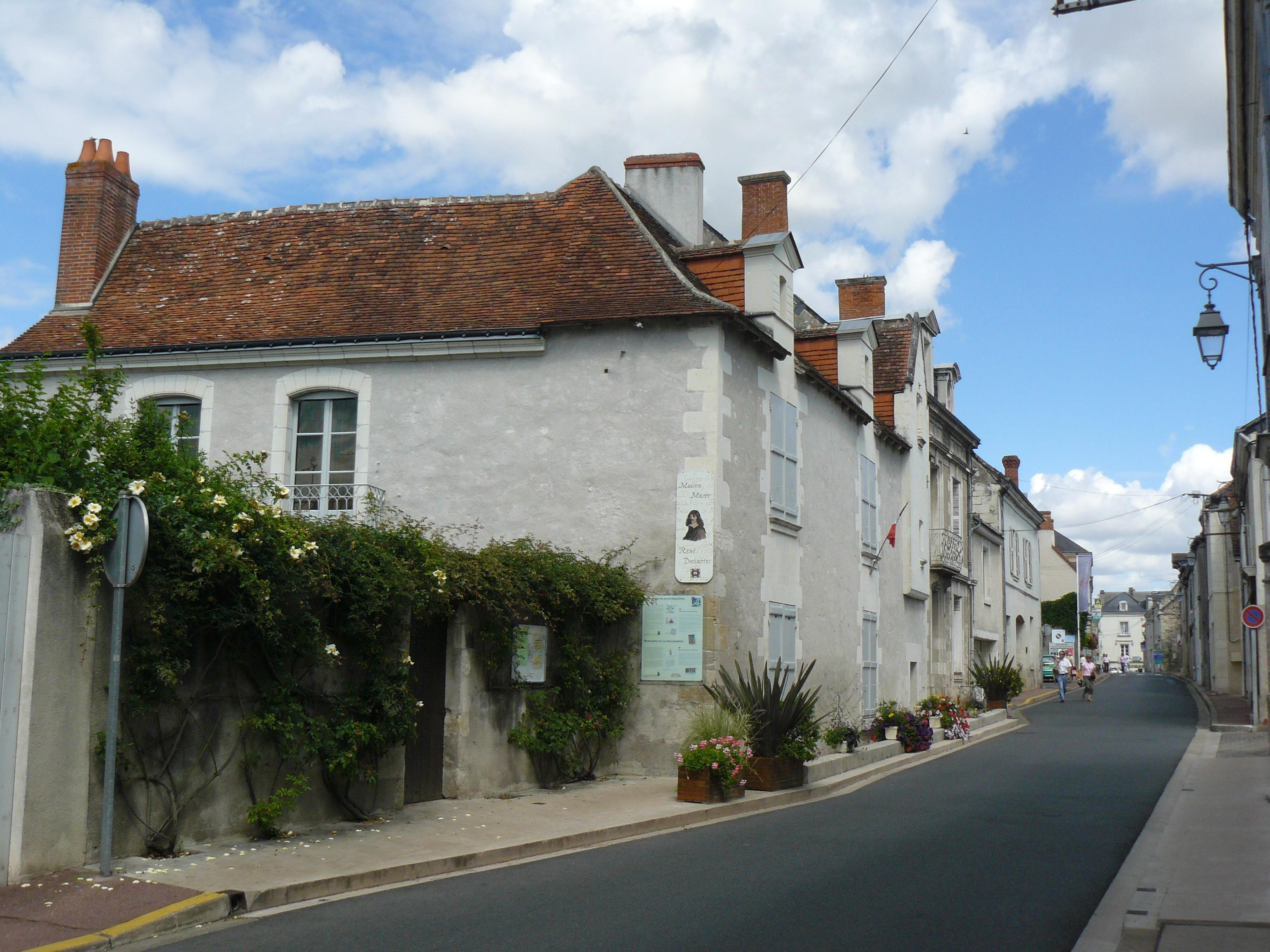
La casa donde nació Descartes en La Haye en Touraine.

Durante la Edad Moderna era también conocido por su nombre latino Renatus Cartesius. Descartes nació el 31 de marzo de 1596 en la Turena, en La Haye en Touraine, hoy en día llamada Descartes en su honor, después de que su madre abandonara la ciudad de Rennes, donde se había declarado una epidemia de peste bubónica. Pertenecía a una familia de baja nobleza; su padre fue Joachim Descartes, consejero en el Parlamento de Bretaña. Era el tercero de los descendientes del matrimonio entre Joachim Descartes, parlamentario de Rennes, y Jeanne Brochard, por lo que, por vía materna, era nieto del alcalde de Nantes.

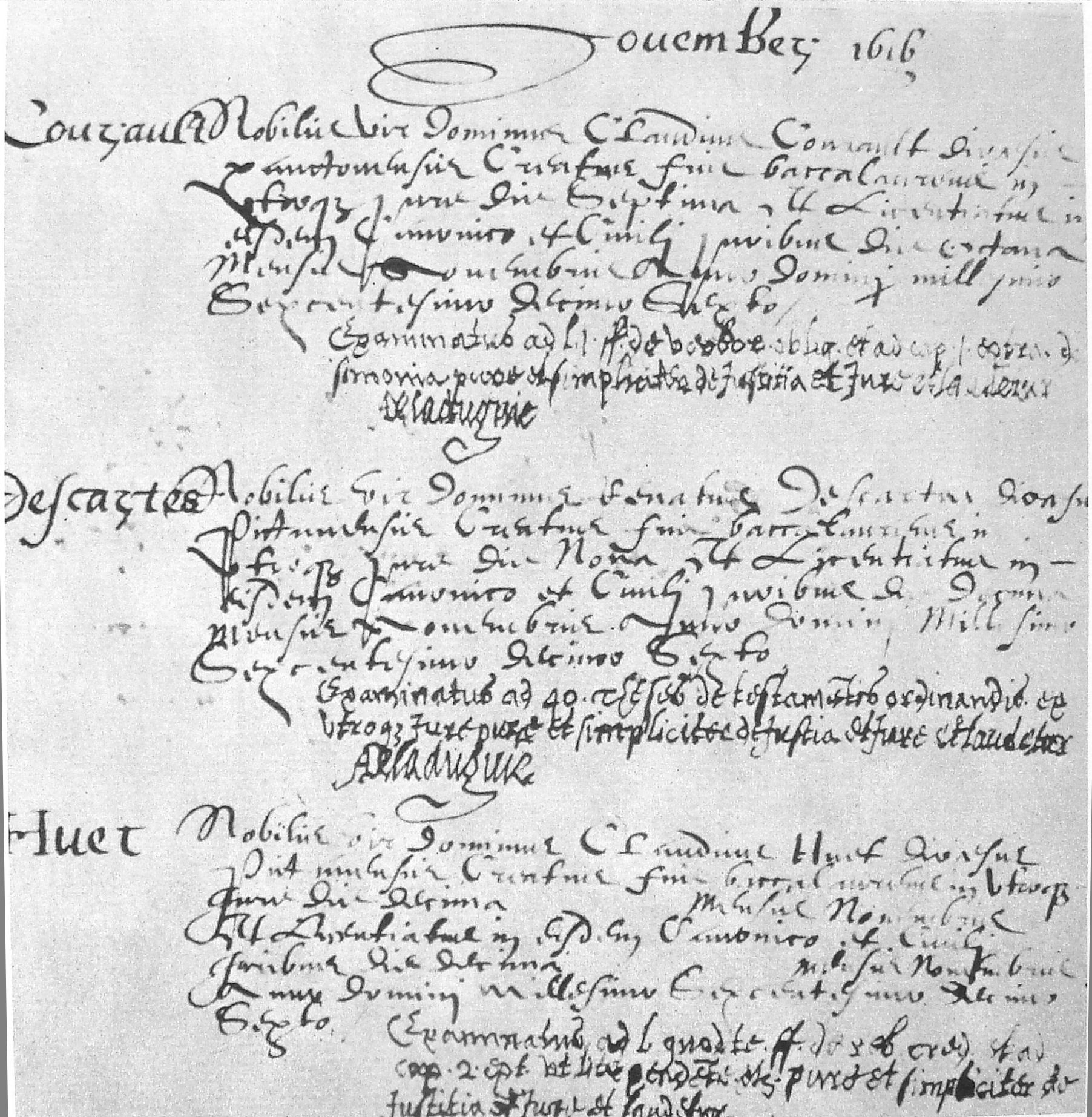
Registro de graduación de Descartes en el Collège Royal Henry-Le-Grand, La Flèche, 1616.

Después de la temprana desaparición de su madre, Jeanne Brochard, a pocos meses después de su nacimiento, quedó al cuidado y crianza de su abuela, su padre y su nodriza. Fue criado por la atención de una nodriza, a quien permanecerá ligado toda su vida, en casa de su abuela materna. Su madre muere el 13 de mayo de 1597, a los trece meses siguientes de haber alumbrado a René y pocos días, luego del nacimiento de un niño que no sobrevive.
Su padre comenzó a llamarle su «pequeño filósofo» porque el pequeño René se pasaba el día planteando preguntas.
Con once años entra en el Collège Henri IV de La Flèche, un centro de enseñanza jesuita en el que impartía clase el padre François Fournet —doctor en filosofía por la Universidad de Douai— y el padre Jean François (matemático) —que le enseñará matemáticas durante un año— en el que permanecerá hasta 1614. Estaba eximido de acudir a clase por la mañana debido a su débil salud y era muy valorado por los educadores a causa de sus precoces dotes intelectuales. Aprendió física y filosofía escolástica, y mostró un notable interés por las matemáticas; no obstante, no cesará de repetir en su Discurso del método que en su opinión este sistema educativo no era bueno para un adecuado desarrollo de la razón. De este periodo no conservamos más que una carta de dudosa autenticidad —puede ser de uno de sus hermanos— que en teoría Descartes escribió a su abuela.

### Educación
La educación que recibió en La Flèche hasta los dieciséis años de edad (1604-1612) le proporcionó, durante los cinco primeros años de cursos, una sólida introducción a la cultura clásica, habiendo aprendido latín y griego en la lectura de autores como Cicerón, Horacio y Virgilio, por un lado, y Homero, Píndaro y Platón, por el otro. El resto de la enseñanza estaba basada principalmente en textos filosóficos de Aristóteles (Órganon, Metafísica, Ética a Nicómaco), acompañados por comentarios de jesuitas (Suárez, Fonseca, Toledo, quizá el dominico Vitoria) y otros autores. Conviene destacar que Aristóteles era entonces el autor de referencia para el estudio, tanto de la física, como de la biología. El plan de estudios incluía también una introducción a las matemáticas (Clavius), tanto puras como aplicadas: astronomía, música, arquitectura. Siguiendo una extendida práctica medieval y clásica, en esta escuela los estudiantes se ejercitaban constantemente en la discusión (Cfr. Gaukroger, quien toma en cuenta la Ratio studiorum: el plan de estudios que aplicaban las instituciones jesuíticas).

### Juventud

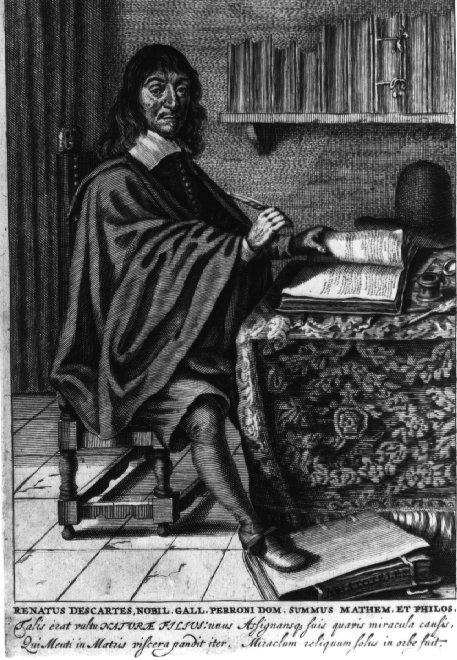
René Descartes en su escritorio.

A los 18 años de edad, Descartes ingresó en la Universidad de Poitiers para estudiar derecho y medicina. Para 1616 cuenta con los grados de bachiller y licenciado en Derecho.
A los veintidós años parte hacia los Países Bajos, donde observa los preparativos del ejército de Mauricio de Nassau para la inminente guerra de los Treinta Años. En 1618 y 1619 reside en Países Bajos. En noviembre de 1618 conoció en Breda a Isaac Beeckman con quien durante varios años mantiene una intensa y estrecha amistad y que intentaba desarrollar una teoría física corpuscularista, muy basada en conceptos matemáticos. El contacto con Beeckman estimuló en gran medida el interés de Descartes por la matemática y la física. Pese a los constantes viajes que realizó en esta época, Descartes no dejó de formarse y en 1620 conoció en Ulm al entonces famoso maestro calculista alemán Johann Faulhaber.  Para Beeckman escribe pequeños trabajos de física, como «Sobre la presión del agua en un vaso» y «Sobre la caída de una piedra en el vacío», así como un compendio de música.
En 1619 se enrola en las filas del duque Maximiliano de Baviera.

#### Los tres sueños
Descartes se refirió que, inspirado por una serie de sueños, en esta época vislumbró la posibilidad de desarrollar una «ciencia maravillosa». El filósofo se encontraba acuartelado en Ulm, cerca de Baviera, durante el invierno de 1619. Pasó el día en una habitación calentada por una estufa, al dormirse por la noche tres sueños sucesivos que interpreta como un mensaje del Cielo para consagrarse a su misión de investigador.
En el primer sueño es atormentado por unos fantasmas que lo asustaron tanto que le hicieron salir a la calle. Al caminar iba encorvado hacia el lado izquierdo, porque sentía una gran debilidad en su lado derecho. Cuando intentaba rectificar su paso, fue sacudido por un torbellino. Vio una iglesia y fue hacia ella, con la idea de rezar, pero un hombre se acercó a él diciéndole que Monsieur N tenía algo que darle. Era un melón de un país extranjero. La intensidad del viento disminuyó y se despertó pensando que tal vez un genio maligno lo quería seducir.
Al despertarse, Descartes rezó y le pidió a Dios que lo protegiera y volvió a dormirse. En el segundo sueño un sonido explosivo, como un relámpago, lo estremeció. Esto hizo que se "despertara". Abrió los ojos y notó numerosas centellas de fuego dispersas por toda su habitación. El terror se disipó y se volvió a dormir.
El tercer sueño, Descartes encontró un diccionario y una antología de poesía latina, Corpus Poetarum. Lo abrió en un verso que decía "Quod vitae sectabor iter?" ("¿Qué camino de vida debo seguir?"). Luego un hombre desconocido le mostró un verso que empezaba "Est & Non" ("Sí o No"). Era un idyllis de Ausonio. Se lo intentó enseñar al hombre pero no lo encontró. Le dijo al hombre que conocía otro poema, del mismo poeta, que empezaba "Quod vitae sectabor iter?". Sin lograrlo, finalmente el libro y el hombre desaparecieron. Se dice que Descartes no despertó, sino que empezó a interpretar su sueño mientras soñaba.
Descartes consideró que "el Diccionario significaba nada menos que todas las ciencias juntas" y que los poemas indicaban "la Filosofía y la Sabiduría unidas" y por último, que la frase "Quod vitae sectabor iter" "era un buen consejo de una persona sabia, o incluso Teología Moral". El "Sí y No", que era de Pitágoras, debía entenderse como la verdad y la falsedad en el conocimiento humano y en las ciencias seculares. De esa época posiblemente data su concepción de una matemática universal y su invento de la geometría analítica.

### Etapa investigadora
Renunció a la vida militar en 1619. Abandona Países Bajos, vive una temporada en Dinamarca y luego en Alemania, asistiendo a la coronación del emperador Fernando en Fráncfort. Viaja por Alemania y regresa a Francia en 1622, estancia que aprovecha para vender sus posesiones y así asegurarse una vida independiente. Pasa una temporada en Italia (1623-1625), donde sigue de cerca el itinerario que décadas antes había hecho Michel de Montaigne.

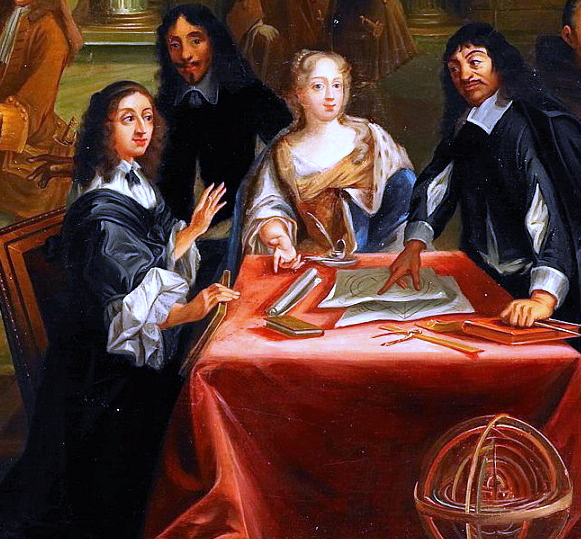
Descartes en la Corte de la reina Cristina de Suecia (detalle), Louis-Michel Dumesnil, Palacio de Versalles.

A pesar de discurrir sobre los temas anteriores, Descartes no publicó entonces ninguno de estos resultados. Durante su estancia más larga en París, Descartes reafirma relaciones que había establecido a partir de 1622 con otros intelectuales, como Marin Mersenne y Jean-Louis Guez de Balzac, así como con un círculo conocido como «Los libertinos». En esta época sus amigos propagan su reputación, hasta el punto de que su casa se convirtió entonces en un punto de reunión para quienes gustaban intercambiar ideas y discutir. Con todo ello su vida parece haber sido algo agitada, pues en 1628 se bate en duelo, tras el cual comentó que «no he hallado una mujer cuya belleza pueda compararse a la de la verdad».
El año siguiente, con la intención de dedicarse por completo al estudio, se traslada definitivamente a los Países Bajos, donde llevaría una vida modesta y tranquila, aunque cambiando de residencia constantemente para mantener oculto su paradero. Descartes permanece allí hasta 1649, viajando, sin embargo, en una ocasión a Dinamarca y en tres a Francia.
La preferencia de Descartes por Países Bajos parece haber sido bastante acertada, pues mientras en Francia muchas cosas podrían distraerlo y había escasa tolerancia, las ciudades neerlandesas estaban en paz, florecían gracias al comercio y grupos de burgueses potenciaban las ciencias fundándose la academia de Ámsterdam en 1632. Entretanto, el centro de Europa se desgarraba en la guerra de los Treinta Años, que terminaría en 1648. Aun así, tomando ejemplo de lo sucedido a Galileo con la Iglesia, Descartes se muestra cauteloso en sus escritos y, en su correspondencia de esos años con el médico Regius (1639-1645) o su amigo Mersenne, recomienda a éstos discreción a la hora de dar a conocer sus teorías para evitar un posible encarcelamiento o incluso la muerte. En una carta de 1633 enviada a este último, impactado por la reciente condena al científico italiano, llega a plantearle la quema de sus papeles o, al menos, no dejárselos ver a nadie.

### Fallecimiento

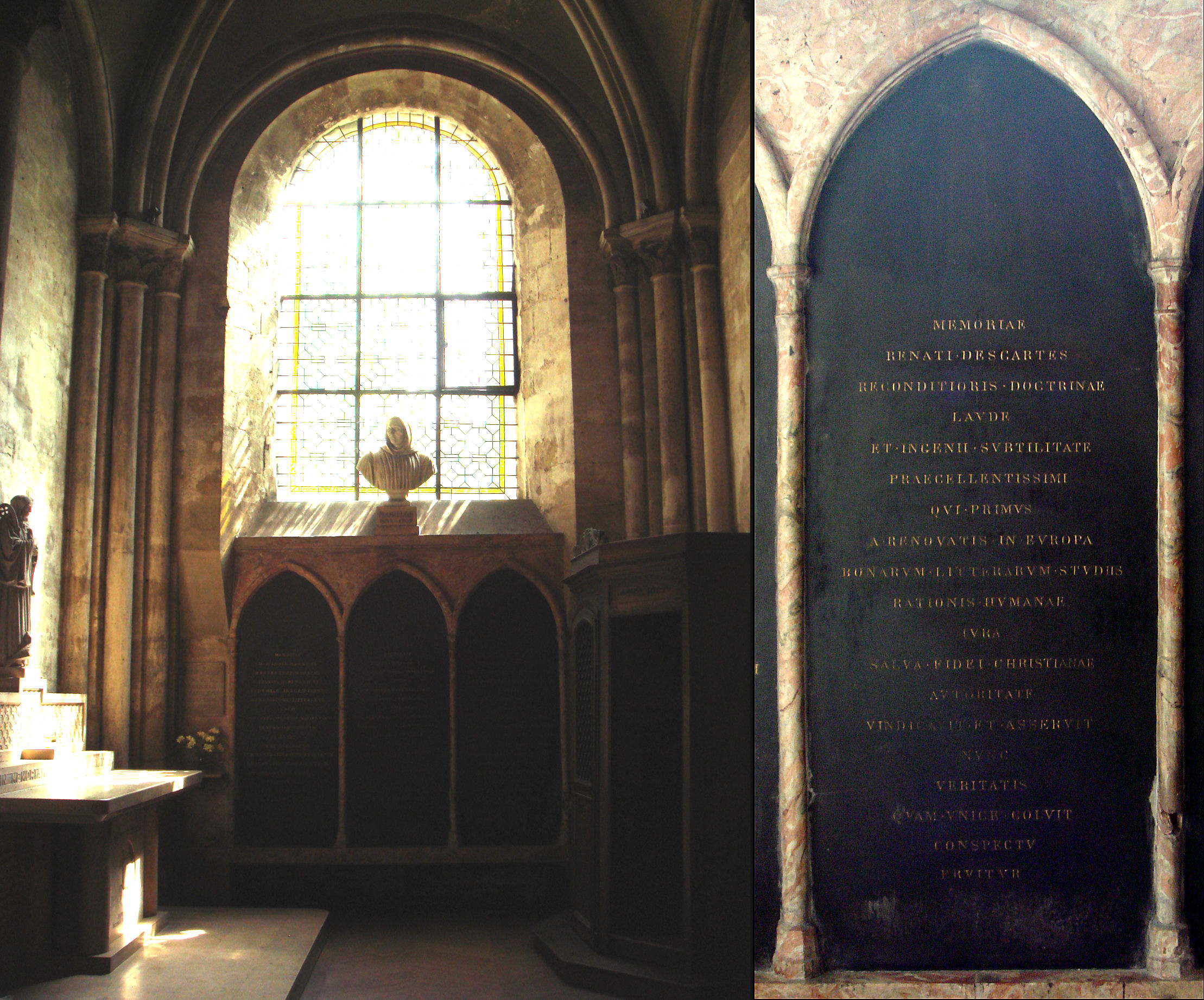
La tumba de Descartes (en el centro), con vista detallada de la inscripción, en la iglesia de Saint-Germain-des-Prés, París.

En septiembre de 1649, la reina Cristina de Suecia llamó a Descartes a Estocolmo, siendo su profesor y consejero. Sin embargo la vida en Suecia fue estresante: en el palacio hacía frío y había corrientes de aire, el clima era más frío de lo que estaba acostumbrado y además la reina exigía que las clases se impartieran muy temprano por la mañana. Tras pasar sólo unos meses en la corte sueca, Descartes murió el 11 de febrero de 1650, a los 53 años de edad. Actualmente se pone en duda si la causa de su muerte fue la neumonía. En 1980, el historiador y médico alemán Eike Pies halló en la Universidad de Leiden una carta secreta del médico de la corte que atendió a Descartes, el neerlandés Johan Van Wullen, en la que describía al detalle su agonía. Curiosamente, los síntomas presentados —náuseas, vómitos, escalofríos— no eran propios de una neumonía. Tras consultar a varios patólogos, Pies concluyó en su libro El homicidio de Descartes, documentos, indicios, pruebas, que la muerte se debía a envenenamiento por arsénico. La carta secreta fue enviada a un antepasado del escritor, el neerlandés Willem Pies.
En 1663 su obra filosófica, así como Las pasiones del alma —último trabajo publicado en vida del autor—, fueron incluidas por la Iglesia católica en su Índice de Libros Prohibidos, en ambos casos con el añadido donec corrigantur ("hasta ser corregida").
Descartes fue enterrado inicialmente en el cementerio del distrito de Norrmalm en Estocolmo. El 1 de mayo de 1666 se exhumaron sus restos, siendo colocados en un ataúd de cobre siendo trasladados a París en los primeros días de enero de 1667, siendo colocados por primera vez en la iglesia de San Pablo y después sepultados en la iglesia de Santa Genoveva del Monte. Durante el transcurso de la Revolución francesa, un decreto ordenó que los restos fueron colocados en el Panteón de París, la basílica dedicada a los grandes hombres de la nación francesa, pero esto no se realizó, y los huesos de Descartes, exhumados de la iglesia de Santa Genoveva del Monte, fueron colocados en una antigua urna de pórfido y depositados en el convento de la iglesia, convertido en depósito de monumentos. Después de la Restauración borbónica fueron llevados al convento de Bernardino y finalmente depositados en la iglesia de la abadía de San Germain de los Prados el 26 de febrero de 1819, donde se encuentran en la actualidad, a excepción de su cráneo que se conserva en el Museo del Hombre en París.
En 1935 se llamó, en su honor, «Descartes» a un cráter lunar. Su ciudad natal también fue bautizada como "Descartes" en 1967.

## Filosofía
Al menos desde que Hegel escribió sus Lecciones de historia de la filosofía, en general se considera a Descartes como el "padre de la filosofía moderna", independientemente de sus muy relevantes aportes a las matemáticas y la física. Este juicio se justifica, principalmente, por su decisión de rechazar las verdades recibidas, por ejemplo, de la escolástica, combatiendo activamente los prejuicios. Y también, por haber centrado su estudio en el propio problema del conocimiento, como un rodeo necesario para llegar a ver claro en otros temas de mayor importancia intrínseca: la moral, la medicina y la mecánica. En esta prioridad que concede a los problemas epistemológicos, lo seguirán todos sus principales sucesores. Sin embargo, esta manera de juzgarlo no debe impedirnos valorar el conocimiento y los estrechos vínculos que este autor mantiene con los filósofos clásicos, principalmente con Platón y Aristóteles, pero también Cicerón y Sexto Empírico.
Los principales filósofos que lo sucedieron estudiaron con profundo interés sus teorías, sea para desarrollar sus resultados o para objetarlo. Este es el caso de Pascal, Spinoza, Newton, Leibniz, Malebranche, Locke, Hume, Kant y Husserl, cuando menos. 

### Las reglas del método

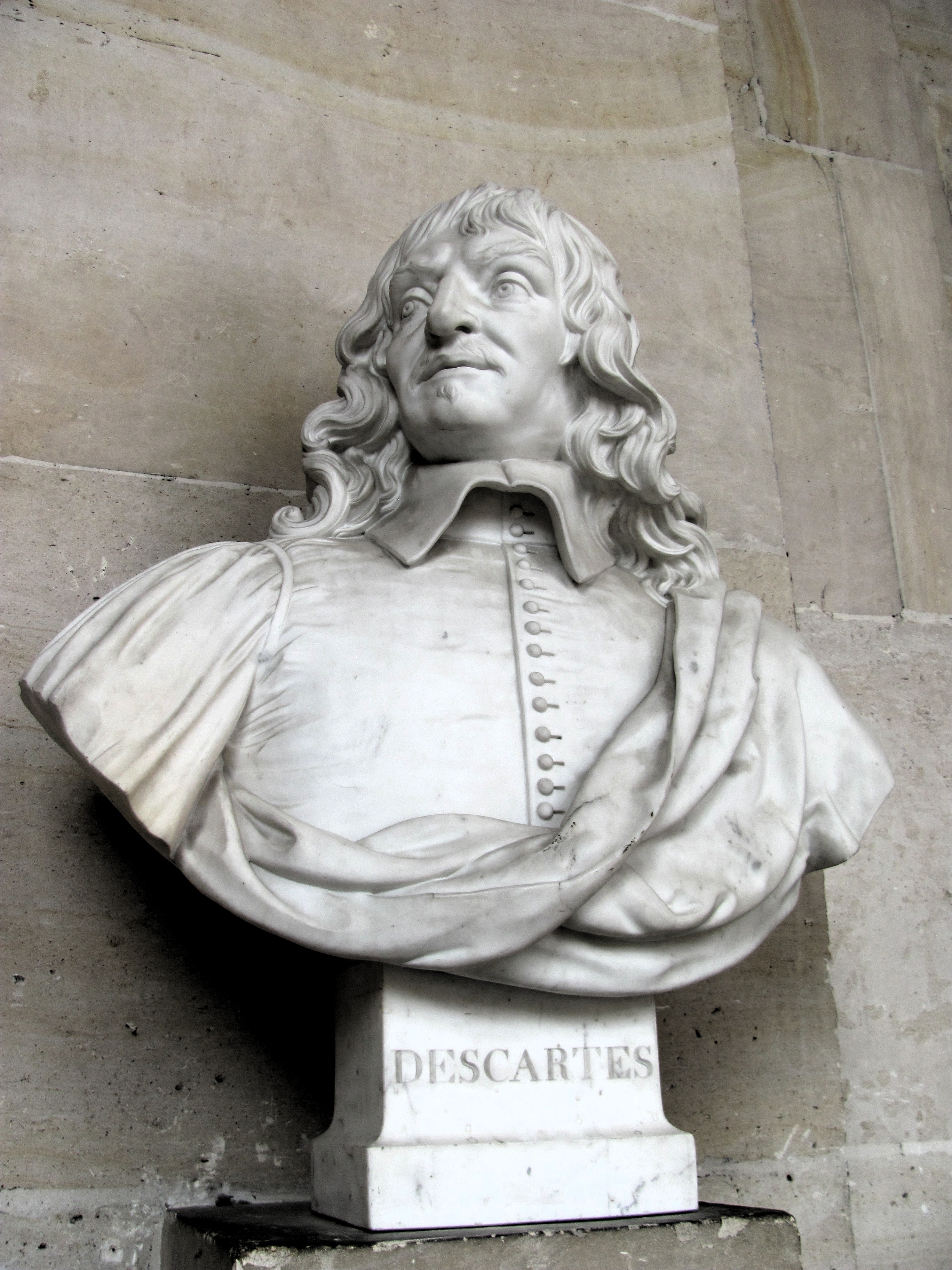
Busto de Descartes en el palacio de Versalles.

Descartes aspira a «establecer algo firme y duradero en las ciencias». Con ese objeto, según la parte tercera del Discurso, por un lado él cree que en general conviene proponerse metas realistas y actuar resueltamente, pero prevé que en lo cotidiano, así sea provisionalmente, tendrá que adaptarse a su entorno, sin lo cual su vida se llenará de conflictos que lo privarán de las condiciones mínimas para investigar. Por otra parte, compara su situación a la de un caminante extraviado, y así concluye que en la investigación, libremente elegida, le conviene seguir un rumbo determinado. Esto implica atenerse a una regla relativamente fija, un método, sin abandonarla «por razones débiles».
Los principiantes deberían abordar la filosofía cartesiana a través del famoso Discurso del método, aunque para ahondar en el contenido sustantivo de su parte IV habrá que referirse a las antes referidas Meditaciones metafísicas. En sus primeras partes el Discurso resulta ejemplarmente ameno y fluido, a pesar de tratar temas fundamentales y darnos una buena idea del proyecto filosófico general del autor. Ante todo, Descartes explica en esta obra qué lo llevó a desarrollar una investigación independiente. La razón es que, aunque él atribuye al conocimiento un enorme valor práctico —lo cree indispensable para conducirse en la vida, pues «basta pensar bien para actuar bien»— su paso por la escuela lo ha dejado frustrado.
Por ejemplo, comenta que la lectura de los buenos textos antiguos ayuda a formar el espíritu, aunque solo a condición de leerse con prudencia (característica de un espíritu ya bien formado); reconoce el papel de las matemáticas, a través de sus aplicaciones mecánicas, para disminuir el trabajo de los hombres, y declara su admiración por su exactitud, aunque le parece que sobre ellas no se ha montado un saber lo suficientemente elevado.

De igual modo, juzgaba que las ciencias expuestas en los libros, al menos aquellas compuestas y progresivamente engrosadas con las opiniones de muchas y diversas personas, no están tan cerca de la verdad como los simples razonamientos que un hombre de buen sentido puede naturalmente realizar en relación con aquellas cosas que puedan estar tan carentes de prejuicios o que puedan ser tan sólidos como lo hubieran sido si desde nuestro nacimiento hubiésemos estado en posesión del uso completo de nuestra razón y nos hubiéramos guiado exclusivamente por ella, pues como todos hemos sido niños antes de llegar a ser hombres, ha sido preciso que fuéramos gobernados durante años por nuestros apetitos y preceptores, cuando con frecuencia los unos eran contrarios a los otros y, probablemente, ni los unos ni los otros nos aconsejaban lo mejor.
Discurso del método. Segunda parte. Trad. G. Quintás. Ed. Alfaguara, Madrid, 1981. 

Y eso es así porque la Razón, entendida como "la facultad de distinguir lo verdadero de lo falso", es única pues es la luz que hace posible el conocimiento que produce la ciencia, como sabiduría.

Todas las diversas ciencias no son otra cosa que la sabiduría humana, la cual permanece una e idéntica, aun cuando se aplique a objetos diversos, y no recibe de ellos más distinción que la que la luz del sol recibe de los diversos objetos que ilumina.
 Regulae ad directionem ingenii.

Confiado en esa luz de la razón, Descartes pone en cuestión todos los fundamentos de la educación recibida a través de sus estudios.

Había estudiado un poco, siendo más joven, la lógica de entre las partes de la filosofía; de las matemáticas el análisis de los geómetras y el álgebra. Tres artes o ciencias que debían contribuir en algo a mi propósito. Pero habiéndolas examinado, me percaté que en relación con la lógica, sus silogismos y la mayor parte de sus reglas sirven más para explicar a otro cuestiones ya conocidas o, también, como sucede con el arte de Lulio, para hablar sin juicio de aquellas que se ignoran, más que para llegar a conocerlas.../... Todo esto fue la causa por la que pensaba que era preciso indagar otro método, que asimilando las ventajas de estos tres, estuviera exento de sus defectos. Y como la multiplicidad de leyes frecuentemente sirve para los vicios de tal forma que un Estado está mejor regido cuando no existen más que unas pocas leyes que son minuciosamente observadas, de la misma forma, en lugar del gran número de preceptos del cual está compuesta la lógica, estimé que tendría suficiente con los cuatro siguientes con tal de que tomase la firme y constante resolución de no incumplir ni una sola vez su observancia.

El primero consistía en no admitir cosa alguna como verdadera si no se la había conocido evidentemente como tal. Es decir, con todo cuidado debía evitar la precipitación y la prevención, «admitiendo exclusivamente en mis juicios aquello que se presentara tan clara y distintamente a mi espíritu que no tuviera motivo alguno para ponerlo en duda».
El segundo exigía que dividiese cada una de las dificultades a examinar en tantas parcelas como fuera posible y necesario para resolverlas más fácilmente.
El tercero requería conducir por orden mis reflexiones comenzando por los objetos más simples y más fácilmente cognoscibles, para ascender poco a poco, gradualmente, hasta el conocimiento de los más complejos, suponiendo un orden entre aquellos que no preceden naturalmente los unos a los otros.

Según el último de estos preceptos debería realizar recuentos tan completos y revisiones tan amplias que pudiese estar seguro de no omitir nada.
Discurso del método. Segunda parte. Trad. G. Quintás. 1981. Madrid. Alfaguara.

Dice que los libros de los moralistas paganos «contienen muchas enseñanzas y exhortaciones a la virtud que son muy útiles», aunque en realidad no nos ayudan mucho a identificar cuál es la verdadera virtud, pues los casos concretos que citan parecen ejemplos de «parricidio y orgullo»; añade «que la filosofía da medios para hablar con verosimilitud de todas las cosas y hacerse admirar de los menos sabios; que la jurisprudencia y la medicina dan honores y riquezas a los que las cultivan» aunque claro, aquí se echa de menos toda mención de algún interés por la verdad, la salud o la justicia.
Descartes anuncia que empleará su método para probar la existencia de Dios y del alma, aunque es preciso preguntar cómo podrían él, o sus lectores, cerciorarse de que los razonamientos que ofrece para ello tienen genuino valor probatorio. Desarrollar una prueba genuina es algo muy problemático, especialmente en lo tocante a cuestiones fundamentales, según habían señalado ya autores como Aristóteles y Sexto Empírico. Veremos que en este punto, las teorías cartesianas pueden considerarse como un desarrollo de la filosofía griega.

### Propósito literario
No obstante, su fluidez ejemplar, la escritura cartesiana puede considerarse como intencionalmente críptica. El resultado es algo semejante a un acertijo, para el que solo se nos entregan numerosas claves, de modo que la comprensión de sus obras exige la participación activa del lector. Por ejemplo, algunas cosas no aparecen en los textos en el orden más natural, como cuando el método se presenta antes de que Descartes explique por qué cree conveniente adoptar una regla, sea esta la que fuere. Mejor aún, un par de enigmas, que abajo intentamos resolver y para los que no hay otra solución conocida, muestran el carácter críptico de su escritura: el filósofo nunca explica por qué razón eligió originalmente su método, aunque sí dice que más valdría tomar uno al azar que no seguir ninguno. Y tampoco dice por qué, tanto en las Meditaciones metafísicas como en los Principios..., desarrolla lo que visiblemente son tres pruebas distintas de la existencia de Dios, al contrario, en la «Carta a los Decanos y Doctores...» que precede a las Meditaciones, da a entender que la multiplicidad de pruebas es innecesaria, e incluso dificulta su apreciación. Siendo estas dos de las principales cuestiones que Descartes deja sin aclarar en sus textos, hay muchas más. Por ello es muy posible que el autor, que en la Flèche había estudiado la emblemática y otras formas de comunicación indirecta, según Gaukroger, haya querido dejarle una tarea al "lector atento" para quien escribe. Si esto es cierto, habría que ver sus textos, en parte, como criptogramas que a sus lectores les corresponde descifrar, aunque para ello, obviamente, pueden apoyarse en las claves que el mismo filósofo proporciona.

### La duda metódica

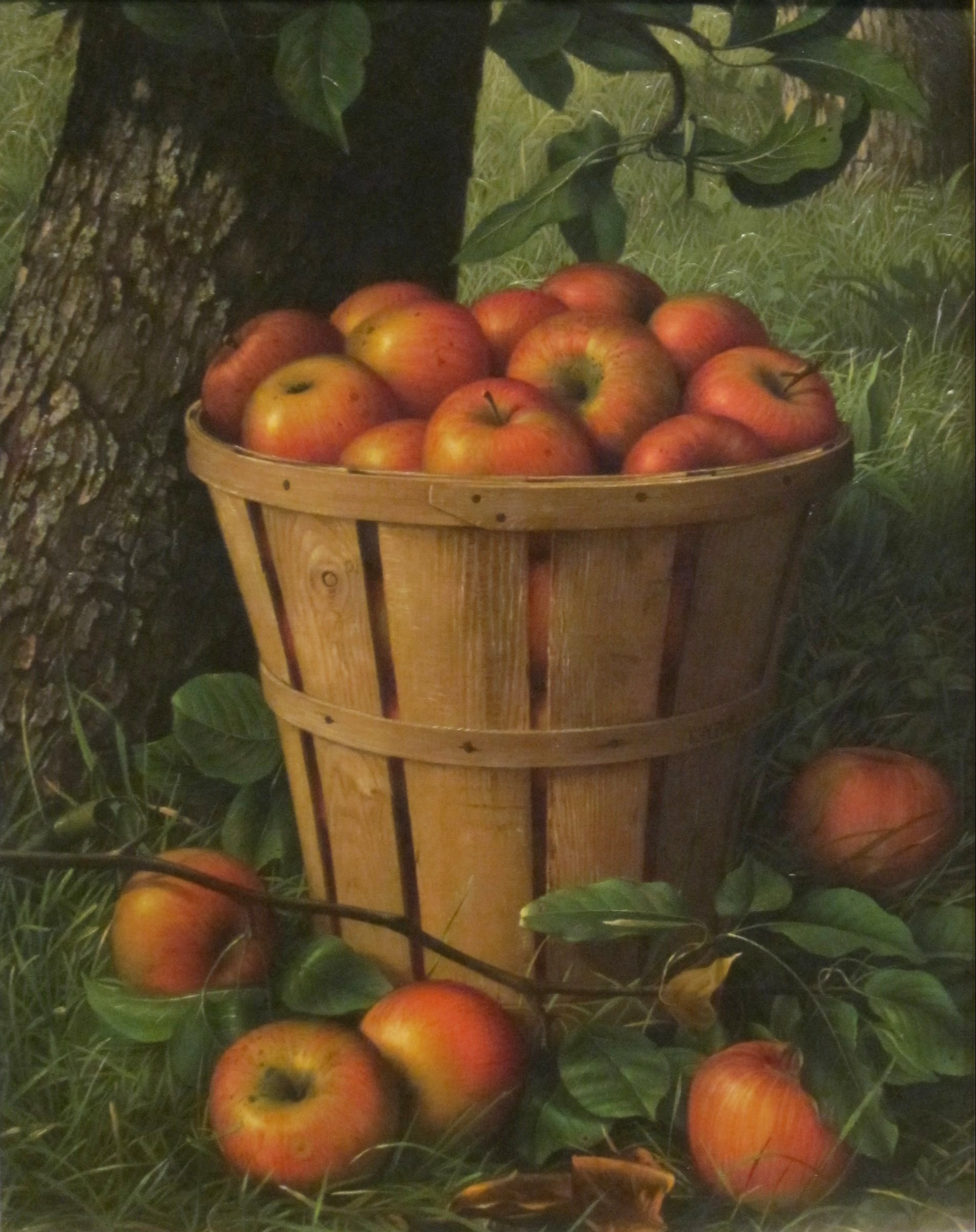
Descartes compara su método con una cesta de manzanas (creencias), donde puede que algunas estén podridas, y para evitar que se estropeen, se ha de inspeccionar una por una.

En aplicación de la primera regla del método, en busca de una evidencia indubitable (es decir, la aprehensión directa de la verdad de una proposición por medio de la inspección de la mente), Descartes pensaba que, en el contexto de la investigación, había que rehusarse a asentir a todo aquello de lo que pudiera dudarse racionalmente y estableció tres niveles principales de duda:
- En el primero, citando errores típicos de percepción de los que cualquiera ha sido víctima, Descartes cuestiona cierta clase de percepciones sensoriales, especialmente las que se refieren a objetos lejanos o las que se producen en condiciones desfavorables.

- En el segundo se señala la similitud entre la vigilia y el sueño, y la falta de criterios claros para discernir entre ellos; de este modo se plantea una duda general sobre las percepciones, aparentemente, empíricas, que acaso con igual derecho podrían imputarse al sueño.

- Por último, al final de la Meditación I, Descartes concibe que podría haber un ser superior, específicamente un genio maligno extremadamente poderoso y capaz de manipular nuestras creencias. Dicho "genio maligno" no es más que una metáfora que significa: ¿y si nuestra naturaleza es defectuosa?, de manera que incluso creyendo que estamos en la verdad podríamos equivocarnos, pues seríamos defectuosos intelectualmente. Siendo este el más célebre de sus argumentos escépticos, no hay que olvidar cómo Descartes considera también allí mismo la hipótesis de un azar desfavorable o la de un orden causal adverso (el orden de las cosas), capaz de inducirnos a un error masivo que afectara también a ideas no tomadas de los sentidos o la imaginación (vg., las ideas racionales).[30]

No es que imitara a los escépticos, que no dudan sino por dudar y fingen ser siempre indecisos, al
contrario mi deseo consistía en llegar a descubrir algo firme.
Discurso del método. Tercera parte.

El propósito de estos argumentos escépticos, y en particular los más extremos (los dos últimos niveles), no es provocar la sensación de que hay un peligro inminente para las personas en su vida cotidiana; es por ello que Descartes separa las reglas del método de la moral provisional. Antes bien, solo al servicio del método hay que admitir estas posibilidades abstractas, cuya finalidad es exclusivamente servir a la investigación, en forma semejante a como lo hace un microscopio en el laboratorio. En realidad los argumentos escépticos radicales deben considerarse como vehículos que permiten plantear con claridad y en toda su generalidad el problema filosófico que para Descartes es central, ¿hay conocimiento genuino? y ¿cómo reconocerlo?.

### Soluciones propuestas
Por un lado, en la «Carta-prefacio a la traducción francesa de los Principios» Descartes se refiere a Platón y Aristóteles como los principales autores que han investigado la existencia de principios o fundamentos (válidos) del conocimiento. Aunque Descartes no lo menciona, ambos filósofos piensan que la dialéctica o controversia, donde cada uno de los participantes procura convencer o refutar a su antagonista, es el único tipo de argumentación capaz de responder esta pregunta; y en especial, es muy digna de atención la explicación que da Aristóteles (Met. Γ, 4) de por qué hay que acudir a este tipo de argumento para alcanzar una prueba de los «principios». Perfectamente pudo Descartes ver aquí una buena razón para elegir la dialéctica como procedimiento para indagar la validez de los fundamentos.
Esto es lo que insinúa la primera regla metódica, si el lector, en lugar de atribuirle en su fórmula el papel principal a la noción general de evidencia, se lo concede a la (más específica) de indubitabilidad racional: las ideas tendrán la clase relevante de evidencia solo en la medida en que sean apropiadamente indudables, pero es obvio que no serán indudables mientras haya «ocasión» de ponerlas en duda, y habrá ocasión de dudar siempre que haya argumentos escépticos vigentes. Ahora bien, bajo un argumento como el del genio maligno, p. ej., siempre puede plantearse una duda que afecte, en términos generales, incluso a las ideas más evidentes: perfectamente puede pensarse que acaso las ideas evidentes son falsas. De este modo, si se concede prioridad a la noción de indubitabilidad, advertimos que la primera regla del método sugiere un camino para superar la duda: refutar el argumento escéptico como primera tarea, lo que una vez conseguido, permitiría dejar a salvo de la duda razonada (y por ende, admitir como verdaderas, de acuerdo con el método) las ideas que solo ese mismo argumento permitía cuestionar.

#### La evidencia del cogito

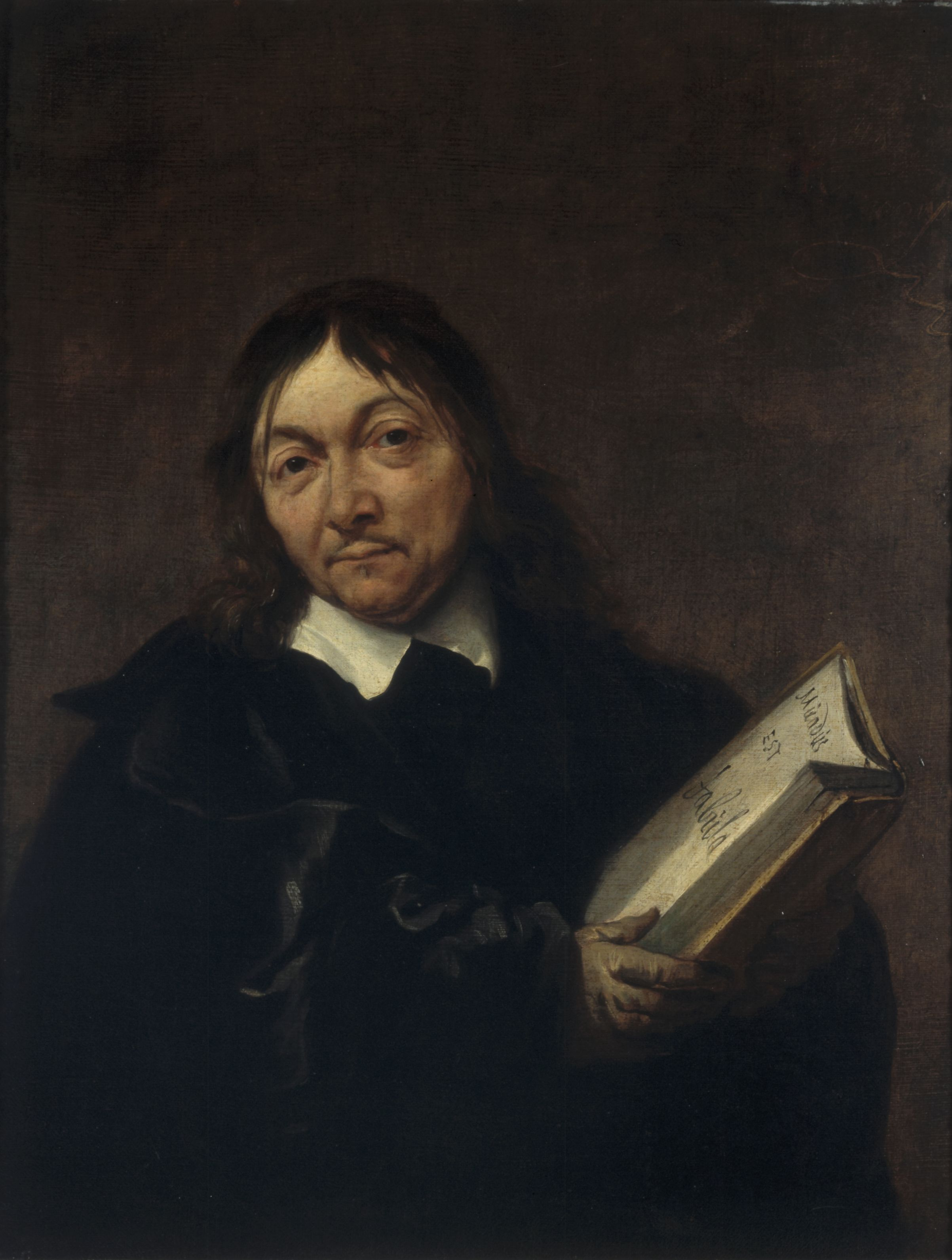
Retrato de René Descartes por Jan Baptist Weenix, circa 1647-1649.

Inicialmente, Descartes llega a un solo primer principio: el pensamiento no puede separarse de mí, por lo tanto, yo existo. En particular, esto se conoce como cogito ergo sum (en español: "Pienso, luego soy" o "existo"). Por lo tanto, concluyó Descartes, si dudaba, entonces algo o alguien debe estar dudando; por lo tanto, el hecho mismo de que dudara demostró su existencia. «El significado simple de la frase es que si uno es escéptico de la existencia, eso es en sí mismo una prueba de que sí existe». En la Segunda Meditación, Descartes concluyó "que siempre que digo «Yo soy, yo existo» o lo concibo en mi mente, necesariamente ha de ser verdad". Estos primeros principios, pienso y existo, fueron confirmados como una percepción clara y distinta en su Tercera Meditación.
Descartes define el "pensamiento" (cogitatio) como «lo que sucede en mí de tal manera que soy inmediatamente consciente de ello, en la medida en que lo soy». Pensar es, por lo tanto, toda actividad de una persona de la cual la persona es inmediatamente consciente. Ante la duda del genio maligno, Descartes determina el conocimiento indudable del "yo", porque se necesita existir para ser engañado en absoluto, pero solo como una "cosa pensante" poque todas las creencias todavía se consideran falsas. Esto incluye la creencia de tener un cuerpo dotado de órganos de los sentidos. Partiendo del cogito, Descartes trata de demostrar futuros principios que intenten asegurar la existencia independiente del mundo externo así como el cogito mientras no está pensando.
Matizó en su segunda respuesta a las objeciones de sus Meditaciones que «cuando percibimos que somos cosas pensantes, ésa es una noción primera, no sacada de silogismo alguno; y cuando alguien dice, pienso, luego soy o existo, no infiere su existencia del pensamiento como si fuese la conclusión de un silogismo, sino como algo notorio por sí mismo, contemplado por simple inspección de espíritu». Por otro lado, en sus Principios de la filosofía sostiene la existencia del cogito como una conclusión silogística en vez de una intuición. En una entrevista con Frans Burman declaró que «antes de la inferencia de "estoy pensando" a "yo existo", se puede conocer la premisa "Todo lo que piensa que existe", porque es anterior a la inferencia, que depende de ella. Por eso digo en los Principios 1:10 que esta premisa es lo primero, porque siempre está implícitamente ahí y se da por sentado. Pero no se sigue que siempre esté consciente de manera expresa y explícita de que sucederá primero».
Pierre Gassendi pronunció en oposición a la cita de Descartes «ambulo, ergo sum» (Me paseo, luego existo), ya que para Gassendi la fuente del conocimiento de la propia existencia no es el intelecto, sino la experiencia que se percibe con todos los sentidos en contacto con la naturaleza. Descartes respondió que esto solo demuestra el conocimiento interior del paseo como pensamiento pero no respecto a la existencia o movimiento del cuerpo, que puede ser falso como sucede en los sueños. Descartes dio razones para pensar que los pensamientos despiertos son distinguibles de los sueños, y esa mente no puede haber sido "secuestrada" por un genio maligno que coloca un mundo externo ilusorio ante los sentidos. De esta manera, Descartes procede a construir un sistema de conocimiento, descartando la percepción como poco confiable y, en cambio, admitiendo solo la deducción como método. Harry G. Frankfurt no encontró satisfactoria la respuesta de Descartes a Gassendi, pues la sensación del ambulo está lógicamente ligada al ser y el cogito también es dudable.

#### La evidencia de Dios
Por otro lado, vimos que Descartes acepta tres razones para plantear la duda más extrema: esencialmente son las hipótesis del genio maligno, la de un azar desafortunado y la de una causalidad natural adversa. Así, si suponemos que Descartes argumenta para enfrentar al crítico radical, el escéptico, se entiende fácilmente el desarrollo de tres pruebas (a lo largo de las Meditaciones III y V) que solo aparentemente se encaminan a establecer la existencia divina; pues en realidad, a cada una de estas pruebas puede asignársele el propósito de refutar una de las hipótesis escépticas. De este modo, Descartes no habría buscado «demostrar», en primer término, la existencia de Dios: en cambio habría intentado vencer dialécticamente a su antagonista en la controversia, dando un argumento para rechazar cada razón específica entre las admitidas para plantear la duda más extrema. Para lograrlo, le habría bastado mostrar que las razones para aceptar la existencia divina son, en todo caso, más sólidas que las que pueden darse para implantar las dudas radicales. Si Descartes alcanza este objetivo, las dudas más extremas quedarían sin fundamento. Esto, a su vez, autorizaría al investigador a aceptar ciertas proposiciones como válidas o verdaderas, por ser racionalmente indudables, al menos, a la luz de los argumentos escépticos conocidos. Pero Descartes habría dejado en la sombra, sin declarar francamente, este aspecto negativo de su procedimiento. Por ello la «demostración de la existencia de Dios», en realidad forma parte de la triple serie de refutaciones. Esta serie es la clave en la superación de la duda metódica.
En la Tercera y Quinta Meditación, Descartes ofrece pruebas de un Dios benévolo (el argumento de la marca y un argumento ontológico respectivamente). Oxford Reference resume el primer argumento de la siguiente manera: "que nuestra idea de la perfección está relacionada con su origen perfecto (Dios), así como un sello o marca se deja en un artículo de mano de obra por su fabricante". Para apoyar su argumento característico de la existencia de Dios, Descartes invoca su principio de adecuación causal citando a Lucrecio en defensa: "Ex nihilo nihil fit", que significa "Nada surge de la nada".

A continuación, reflexionando sobre que yo dudaba y que, en consecuencia, mi ser no era omniperfecto pues claramente comprendía que era una perfección mayor el conocer que el dudar, comencé a indagar de dónde había aprendido a pensar en alguna cosa más perfecta de lo que yo era; conocí con evidencia que debía ser en virtud de alguna naturaleza que realmente fuese más perfecta. En relación con los pensamientos que poseía de seres que existen fuera de mí, tales como el cielo, la tierra, la luz, el calor y otros mil, no encontraba dificultad alguna en conocer de dónde provenían pues no constatando nada en tales pensamientos que me pareciera hacerlos superiores a mí, podía estimar que si eran verdaderos, fueran dependientes de mi naturaleza, en tanto que posee alguna perfección; si no lo eran, que procedían de la nada, es decir, que los tenía porque había defecto en mí. Pero no podía opinar lo mismo acerca de la idea de un ser más perfecto que el mío, pues que procediese de la nada era algo manifiestamente imposible y puesto que no hay una repugnancia menor en que lo más perfecto sea una consecuencia y esté en dependencia de lo menos perfecto, que la existencia en que algo proceda de la nada, concluí que tal idea no podía provenir de mi mismo. De forma que únicamente restaba la alternativa de que hubiese sido inducida en mí por una naturaleza que realmente fuese más perfecta de lo que era la mía y, también, que tuviese en sí todas las perfecciones de las cuales yo podía tener alguna idea, es decir, para explicarlo con una palabra que fuese Dios.
Discurso del método. Cuarta parte. Trad. de G. Quintás. 1981. Madrid. Alfaguara.

En la Quinta, Descartes presenta una versión del argumento ontológico de san Anselmo que se basa en la posibilidad de pensar la "idea de un ser supremamente perfecto e infinito".

Pues bien, si del hecho de poder yo, sacar de mi pensamiento la idea de una cosa, se sigue que todo cuanto percibo clara y distintivamente que pertenece a dicha cosa, le pertenece en efecto, ¿no es ésta una posible base para un argumento para probar la existencia de Dios? Ciertamente, yo hallo en mí su idea de Dios o de un ser supremamente perfecto, es aquella que encuentro dentro de mí tan seguramente como la idea de cualquier figura o número; y no conozco con menor claridad y distinción que pertenece a su naturaleza una existencia eterna, de como conozco que todo lo que puedo demostrar de alguna figura o número pertenece verdaderamente a la naturaleza de éstos.
Meditaciones metafísicas con objeciones y respuestas, Meditación quinta (Alfaguara, Madrid 1977, p. 54-57).

Descartes argumentó que la existencia de Dios puede deducirse de su naturaleza, del mismo modo que las ideas geométricas pueden deducirse de la naturaleza de las figuras (utilizó la deducción de los tamaños de los ángulos en un triángulo como ejemplo). Sugirió que el concepto de Dios es el de un ser supremamente perfecto, que posee todas las perfecciones. Parece haber asumido que la existencia es un predicado de una perfección. Así, si la noción de Dios no incluía la existencia, no sería supremamente perfecta, ya que carecería de una perfección. En consecuencia, la noción de un Dios supremamente perfecto que no existe, Descartes argumenta, es ininteligible. Por lo tanto, según su naturaleza, Dios debe existir. Podría expresarse dos versiones de los argumentos ontológicos de Descartes:

Versión 1:
1. Toda idea clara y distinta que percibo es verdadera.
2. Percibo clara y distintamente que la existencia necesaria está contenida en la idea de Dios.
3. Por lo tanto, Dios existe.

Versión 2:
1. Tengo una idea de un ser supremamente perfecto, es decir, un ser que tiene todas las perfecciones.
2. La existencia necesaria es una perfección.
3. Por lo tanto, existe un ser supremamente perfecto.

Descartes' Ontological Argument (The Stanford Encyclopedia of Philosophy).

Debido a que Dios es benevolente, Descartes tiene fe en la explicación de la realidad que le brindan sus sentidos, porque Dios le ha proporcionado una mente y un sistema sensorial que funcionan y no desea engañarlo. A partir de este supuesto, sin embargo, Descartes establece finalmente la posibilidad de adquirir conocimientos sobre el mundo a partir de la deducción y la percepción. Con respecto a la epistemología, por lo tanto, se puede decir que Descartes contribuyó con ideas tales como una concepción rigurosa del fundacionalismo y la posibilidad de que la razones el único método confiable para adquirir conocimientos. Descartes, sin embargo, era muy consciente de que la experimentación era necesaria para verificar y validar las teorías.
En la Cuarta Meditación, Descartes confronta una versión epistemológica del problema del mal, enfocándose en el mal del error: "[H]abiendo recibido de Dios la facultad de concebir, lo concibo sin duda alguna rectamente, y no puede provenir de ella que me equivoque. ¿De dónde nacen, pues, mis errores?". Descartes ofrece una teodicea argumentando que la perfección del universo y el libre albedrío justifica a Dios al permitir nuestros errores. "[S]iendo más amplia la voluntad que el intelecto, no la retengo dentro de ciertos límites, sino que la aplico aun a lo que no concibo, y, siendo indiferente a ello, se desvía fácilmente de lo verdadero y lo bueno; de esta manera me equivoco y peco".
Descartes se consideraba un católico devoto, y uno de los propósitos de las Meditaciones era defender la fe católica. Evitó intentar demostrar dogmas teológicos metafísicamente. Cuando se le cuestionó que no había establecido la inmortalidad del alma simplemente al mostrar que el alma y el cuerpo son sustancias distintas, respondió: "No me comprometo a tratar de usar el poder de la razón humana para resolver ninguno de esos asuntos que dependen del libre albedrío de Dios". Contrariando a las tradiciones filosóficas y teológicas occidentales, Descartes defendió una posición absoluta y voluntarista de la omnipotencia divinas. Harry Frankfurt atribuye a Descartes la creencia de que Dios es "un ser para quien lo lógicamente imposible es posible". (Ver Paradoja de la omnipotencia)
Su intento de basar las creencias teológicas en la razón encontró una intensa oposición en su tiempo. Blaise Pascal consideró las opiniones de Descartes como racionalista y mecanicista, y lo acusó de deísmo: "No puedo perdonar a Descartes; en toda su filosofía, Descartes hizo todo lo posible por prescindir de Dios. Pero Descartes no pudo evitar empujar a Dios para que pusiera el mundo en movimiento con un chasquido de sus dedos señoriales; después de eso, no tuvo más utilidad para Dios", aunque un poderoso contemporáneo, Martin Schoock, lo acusó de creencias ateas, aunque Descartes había proporcionado una crítica explícita del ateísmo en sus Meditaciones. La Iglesia Católica prohibió sus libros en 1663.

### Innatismo cartesiano

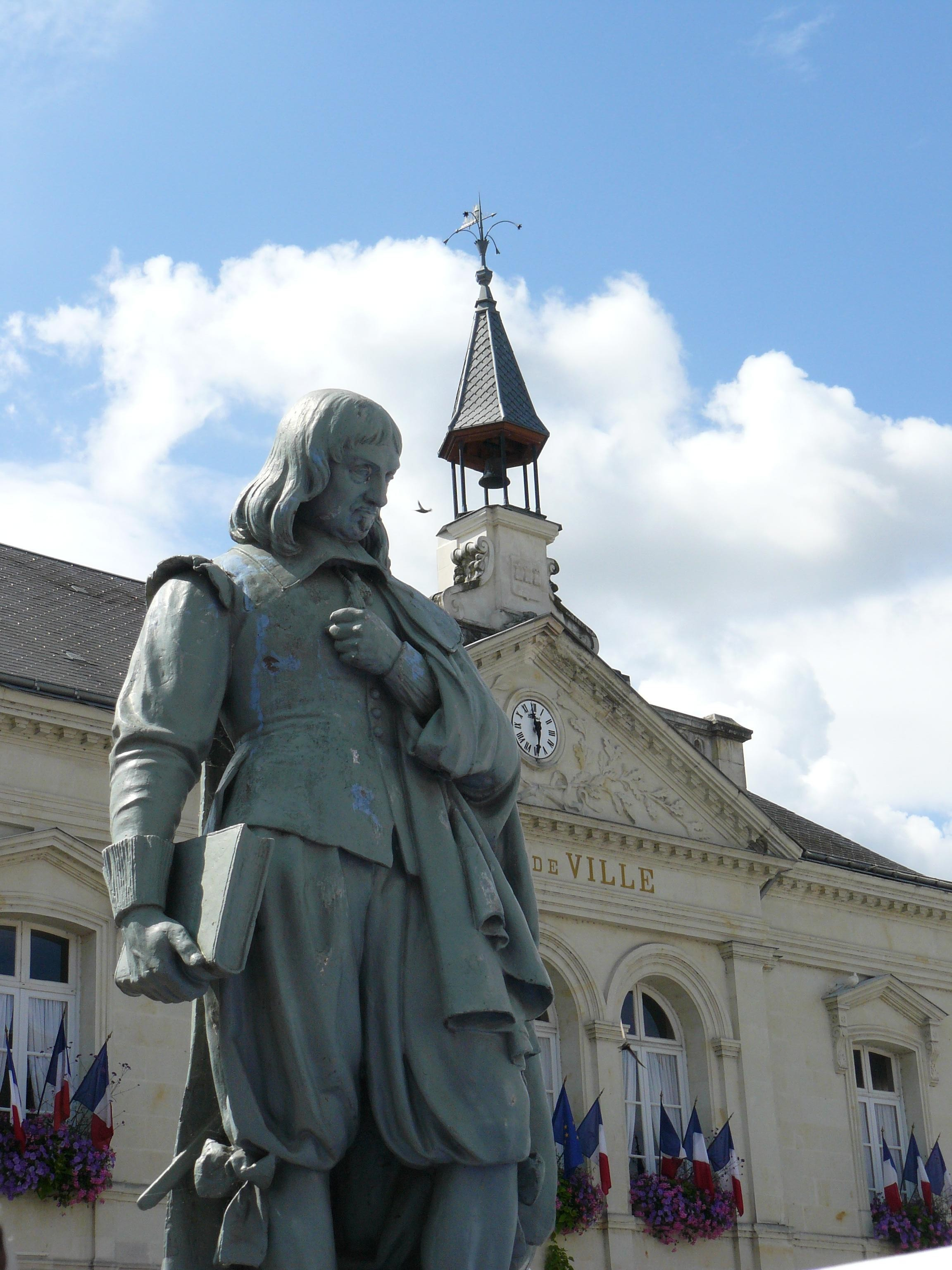
Estatua de René Descartes en La Haye-Descartes.

En la Tercera Meditación, después de que Descartes presenta las ideas como modos que representan o exhiben objetos a la mente, las divide tres clases: las ideas innatas, las facticias y las adventicias. 

De estas ideas, unas son innatas, otras adventicias y otras hechas por mí; puesto que la facultad de aprehender qué son las cosas, qué es la verdad y qué es el pensamiento, no parece provenir de otro lugar que no sea mi propia naturaleza; en cuanto al hecho de oír un estrépito, ver el sol, sentir el fuego, ya he indicado que procede de ciertas cosas colocadas fuera de mí; y finalmente las sirenas, los hipogrifos y cosas parecidas son creados por mí. O aun quizá las puedo juzgar todas adventicias, o todas innatas, o todas creadas, puesto que todavía no he percibido claramente su origen.
Meditaciones metafísicas. Tercera meditación. Trad. de José Antonio Mígues. pp.23-24

En un momento posterior, la existencia de Dios conduce a la afirmación de la necesidad de las ideas innatas punto fundamental en el desarrollo de su pensamiento. Descartes argumentó la teoría del conocimiento innato y que todos los humanos nacieron con conocimiento a través del poder superior de Dios. Dos ideas que considera que son innatas, la de infinito y perfección. A partir de ellas, demuestra Descartes la existencia de Dios. (Ver: argumento de la marca)

Por Dios entiendo una substancia infinita eterna, inmutable, independiente, omnisciente, omnipotente, que me ha creado a mí mismo y a todas las demás cosas que existen, si es que existe alguna. Pues bien, eso que entiendo por Dios es tan grande y eminente, que cuanto más atentamente lo considero menos convencido estoy de que una idea así pueda proceder sólo de mí. Y, por consiguiente, hay que concluir necesariamente, según lo antedicho que Dios existe. Pues aunque yo tenga la idea de substancia en virtud de ser yo una substancia, no podría tener la idea de una substancia infinita, siendo yo finito, si no la hubiera puesto en mí una substancia que verdaderamente fuera infinita...
Meditaciones metafísicas. 1978. Madrid. Alfaguara

Con respecto a la facultada de la imaginación, Descartes usa en su Sexta meditación el ejemplo de un chiliágono (un polígono regular de mil lados) para demostrar la diferencia entre el intelecto puro y la imaginación. Descartes dijo que, cuando una persona imagina un chiliágono, "no imagina los miles de lados como si estuvieran presentes" ante ella -- como por el contrario hace cuando imagina un triángulo. La imaginación construye una "representación confusa," que no es distinta de la de un polígono de mil un lados o de novecientos lados. Sin embargo, el intelecto comprende claramente lo que es un chiliágono, y es capaz de distinguirlo de un polígono de mil un lados o de novecientos lados. Por tanto, concluye Descartes, el intelecto no depende de la imaginación, y en consecuencia es posible entender ideas claras y distintas aun cuando la imaginación no pueda representarlas.
Fue esta teoría del conocimiento innato la que más tarde llevó al filósofo John Locke a combatirla con la teoría del empirismo, que sostenía que la mente es una tabula rasa y todo el conocimiento se adquiere a través de la experiencia. El filósofo Pierre Gassendi, contemporáneo de Descartes, criticó esta interpretación, creyendo que si bien Descartes podía imaginar un chiliágono, no podía entenderlo: se podía "percibir que la palabra 'chiliágono' significa una figura con mil ángulos [pero] ese es solo el significado del término, y no se sigue que comprenda los mil ángulos de la figura mejor de lo que los imagina".

### Metafísica y psicología
Descartes compara el cuerpo de los conocimientos a un árbol cuyas raíces son de tipo metafísico, el tronco equivale a la física o filosofía natural, y las ramas principales son las artes mecánicas, cuya importancia está en que permiten disminuir el trabajo de los hombres, la medicina y la moral. La metafísica es fundamental, pero añade que los frutos de un árbol no se cogen de las raíces, sino de las ramas. Sobre todo, Descartes estuvo entre los primeros científicos que creyeron que el alma debería ser objeto de investigación científica. Desafió las opiniones de sus contemporáneos de que el alma era divina, por lo que las autoridades religiosas consideraron sus libros como peligrosos.

#### Dualismo sustancial

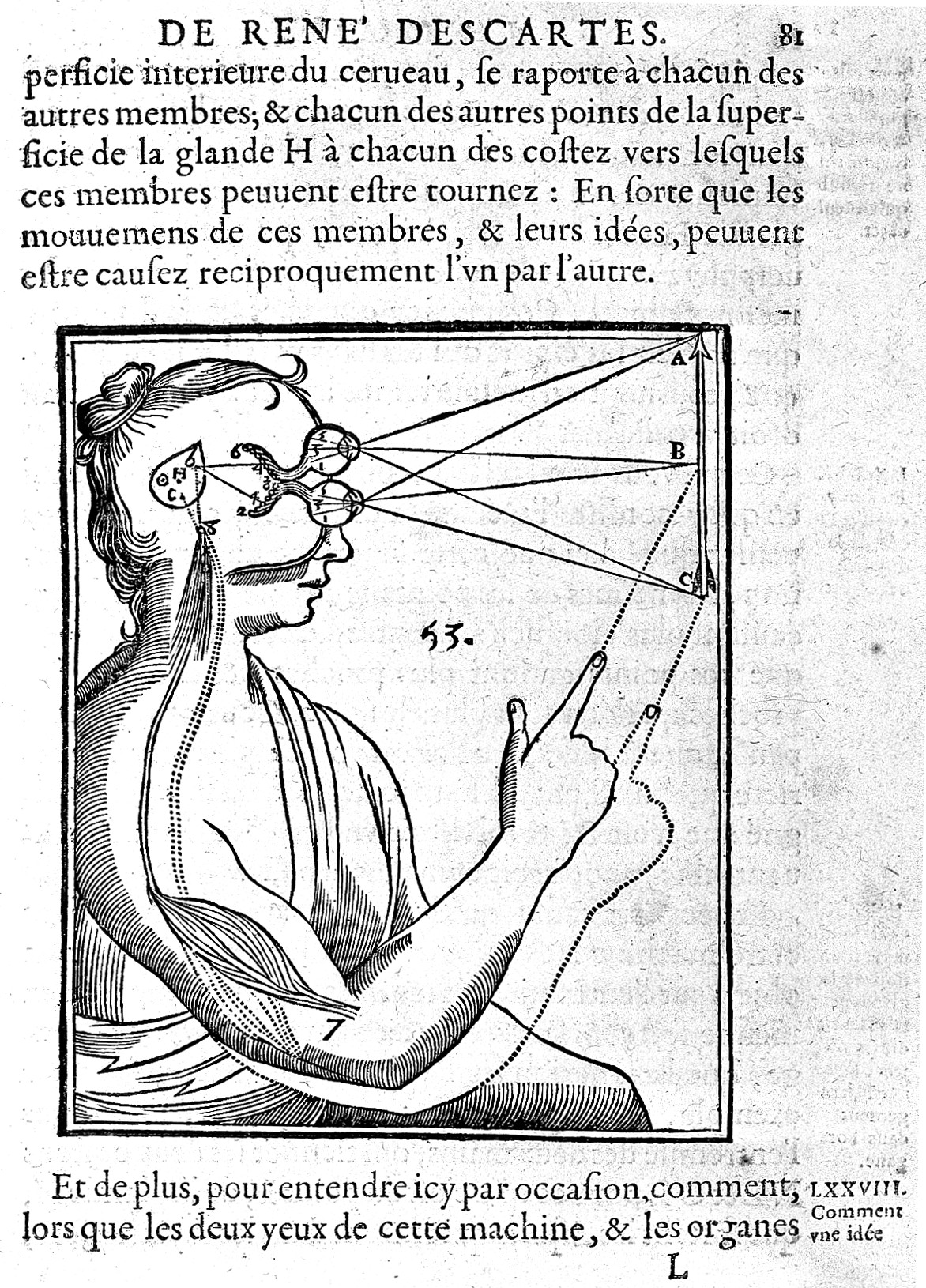
Diagrama del funcionamiento de la visión binocular y la glándula pineal en el Tratado del hombre.

Para Descartes, la sustancia es aquello que existe por sí mismo sin necesidad de otra cosa, es decir, es aquello autosubsistente. Partiendo del cogito, Descartes sostiene que él mismo es solo una sustancia pensante o res cogitans mediante la facultad de juicio que está en la mente, dado que ni siquiera el escéptico radical puede negar la existencia del pensamiento mientras que sí se puede mantener una duda sobre el cuerpo.

... puesto que de un lado tengo idea clara y distinta de mí mismo, en tanto que soy solamente una cosa pensante y no extensa, y, de otro lado, tengo una idea distinta del cuerpo, en tanto que es sólo una cosa extensa y no pensante, es cierto que yo, es decir, mi alma, por la que soy lo que soy, es entera y verdaderamente distinta de mi cuerpo y que puede ser o existir sin él.
DESCARTES, R. (1990), El tratado del hombre (traducción y comentarios de G. QUINTÁS), Alianza, Madrid. (6.ª meditación)

Entre estas ideas simples se encuentran la extensión y sus modificaciones o modos (cantidad, la forma y el movimiento, etc.) que Descartes acepta sin más como indudables y constitutivas de la sustancia corpórea, sometida por tanto al espacio, al movimiento y a medidas espaciales de igual forma que el tiempo que llama sustancia extensa o res extensa, es decir, el cuerpo o la materia.
Mientras que el cuerpo es divisible y la mente o el alma es indivisible por naturaleza, argumentó que la mente y el cuerpo están estrechamente unidos pero la mente "no es impresionada de un modo inmediato por todas las partes del cuerpo, sino tan sólo por el cerebro o quizá tan sólo por una exigua parte de aquél, es decir, por aquella en la que se dice que está el sentido común". Descartes dio prioridad a la mente y argumentó que esta podría existir sin el cuerpo, pero el cuerpo no podría existir sin la mente. En las Meditaciones incluso argumenta que si bien la mente es una sustancia, el cuerpo está compuesto solo de "accidentes". En cualquier caso, la teoría de las dos sustancias nos invita a un mundo dualista. Para llegar de una realidad a otra, del cuerpo al alma (en la percepción sensorial), o viceversa, como en el movimiento voluntario, Descartes menciona que hay una glándula en el cerebro humano, la pineal, donde se encuentra el punto de contacto entre ambas sustancias. Por supuesto, Descartes nunca pudo verificar esta afirmación y la respuesta a cómo una tal interacción podría ser ejercida, sigue siendo un tema polémico (ver Problema mente-cuerpo).
Ambas sustancias son finitas, pero por otro lado, Descartes afirma que hay una sustancia infinita, que es Dios, una "sustancia eterna, inmutable, independiente, omnisciente, omnipotente, por la cual yo mismo y todas las demás cosas que existen (si existen algunas) han sido creadas y producidas”. Estas dos nociones parecen equivalentes, tal como Descartes las empleó. Tradicionalmente, se considera que Descartes introduce a Dios en su metafísica como garantía de la verdad y la materia, pero esto da lugar al profundo problema de la circularidad, que Descartes mismo señala en la «Carta a los Decanos y Doctores...» que antecede a las Meditaciones.
Así, Descartes razonó que Dios es distinto de los humanos, y que el cuerpo y la mente de un humano también son distintos entre sí. Argumentó que las grandes diferencias entre el cuerpo (una cosa extendida) y la mente (una cosa inmaterial no extendida) hacen que los dos sean ontológicamente diferentes. El dualismo cartesiano allanó el camino para la física moderna y también abrió la puerta a las creencias religiosas sobre la inmortalidad del alma. Sin embargo, si Dios existe por sí mismo y la mente y el cuerpo depende de este, Dios estrictamente sería la única sustancia como señaló el filósofo Spinoza identificándolo con la naturaleza. Por otra parte, Thomas Hobbes y Margaret Cavendish defendieron doctrinas materialistas del pensamiento. Los empiristas Berkeley y Hume criticaron el concepto de sustancia al afirmar que no las percibimos en sí mismas. Kant consideró ilegítimo el salto del pensamiento a la sustancia del "yo". Gilbert Ryle en su libro The Concept of Mind acusa a Descartes de cometer un "error categoríal" al suponer que la mente se opone al cuerpo cuando pertenecen a categorías distintas. El neurólogo António Damásio sostiene en El error de Descartes que es erróneo creer que solo las mentes piensan.

#### Mecanicismo

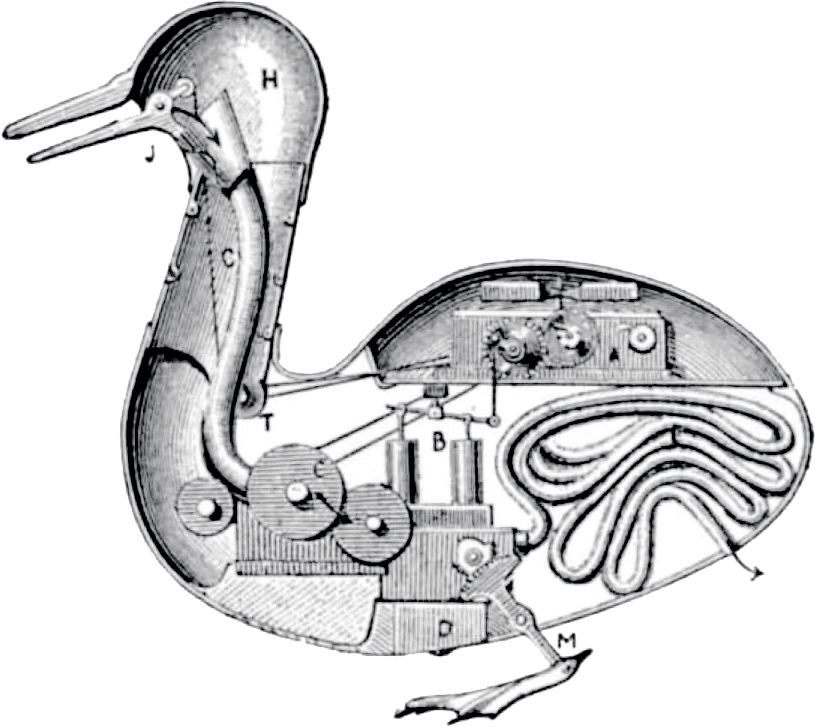
Descartes redujo a los animales a mera extensión material, como unos autómatas, negándoles capacidades cognitivas y sensitivas.

Descartes también fue un mecanicista. Argumentó que no se puede explicar la mente en términos de la dinámica espacial de la materia. Sin embargo, su comprensión de la biología era de naturaleza mecanicista. Su trabajo científico se basó en la comprensión mecanicista tradicional que sostiene que los animales son autómatas (bête-máquina).

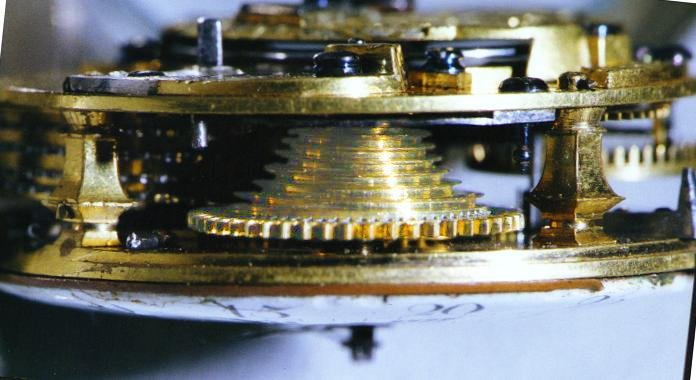
En el mecanicismo cartesiano, el cuerpo actúa como una máquina.

Argumentó que los movimientos externos, como el tacto y el oído, llegan a las terminaciones de los nervios y afectan a los espíritus animales. Por ejemplo, el calor del fuego afecta una mancha en la piel y pone en marcha una cadena de reacciones, con los espíritus animales llegando al cerebro a través del sistema nervioso central y, a su vez, los espíritus animales son enviados de regreso a los músculos para mover la mano. lejos del fuego. A través de esta cadena de reacciones, las reacciones automáticas del cuerpo no requieren un proceso de pensamiento.

Me gustaría que consideraras que estas funciones (incluida la pasión, la memoria y la imaginación) se derivan de la mera disposición de los órganos de la máquina de forma tan natural como los movimientos de un reloj u otro autómata se derivan de la disposición de sus contrapesos y ruedas.
Descartes, Tratado sobre el hombre

Pero no raramente nos engañamos también en las cosas a que nos impele la naturaleza, como los que están enfermos desean un alimento o una bebida que les ha de dañar poco después. Se podrá decir quizá que si los tales se engañan es porque su naturaleza está deteriorada; pero esto no quita la dificultad, porque no menos es un hombre enfermo criatura de Dios que un hombre sano; por lo tanto, no parece menos contradictorio que posea de Dios su naturaleza engañosa. Y de igual modo que un reloj fabricado con ruedas y pesos no menos exactamente observa todas las leyes de la naturaleza cuando ha sido fabricado mal y no indica con rectitud las horas, que cuando satisface plenamente a los deseos del artista, así, si considero el cuerpo del hombre en tanto que es una cierta máquina de tal manera ensamblada y compuesta de huesos, nervios, músculos, venas, sangre y piel, que, aunque no existiese en él alma alguna, tendría sin embargo todos los movimientos que ahora en él no proceden del mando de la voluntad ni, por tanto, del alma, veo con facilidad que para él tan natural sería, si, por ejemplo, estuviese enfermo de hidropesía, sufrir esa sequedad de garganta que suele producir en el alma la sensación de la sed, y, por lo tanto, que sus nervios y demás partes sean de esta manera acuciados a tomar una bebida que agrave la enfermedad, como, cuando ninguna enfermedad semejante hay en él, ser movido por una sequedad de garganta semejante a tomar una bebida útil para él
Descartes, Meditaciones Metafísicas

El dualismo de Descartes estaba motivado por la aparente imposibilidad de que la dinámica mecánica pudiera producir experiencias mentales. Para Descartes el lenguaje no se podía explicar enteramente en términos mecánicos. También negó que los animales tuvieran razón o inteligencia. Argumentó que los animales sentían y percibían, pero esto podría explicarse mecánicamente. Mientras que los humanos tenían un alma o mente y podían sentir dolor y ansiedad, los animales en virtud de no tener un alma no podían sentir dolor o ansiedad. Si los animales mostraban signos de angustia, esto era para proteger el cuerpo del daño, pero el estado innato necesario para que sufrieran estaba ausente.
La idea de que los animales estaban separados de la humanidad y que simplemente eran máquinas permitía el maltrato de los animales, y no fue sancionado por la ley y las normas sociales hasta mediados del siglo XIX. David Hume argumentó en contra del mecanicismo y dualismo cartesiano al decir que los animales "indudablemente sienten, piensan [...] de una manera más imperfecta que los hombres". Las publicaciones de Charles Darwin finalmente erosionarían la visión cartesiana de animales. Aun así sus teorías sobre los reflejos también sirvieron de base para teorías fisiológicas avanzadas, más de 200 años después de su muerte. En el siglo XX, Alan Turing avanzó la informática basada en la biología matemática inspirada en Descartes. El fisiólogo Iván Pávlov fue un gran admirador de Descartes.

### El problema del círculo

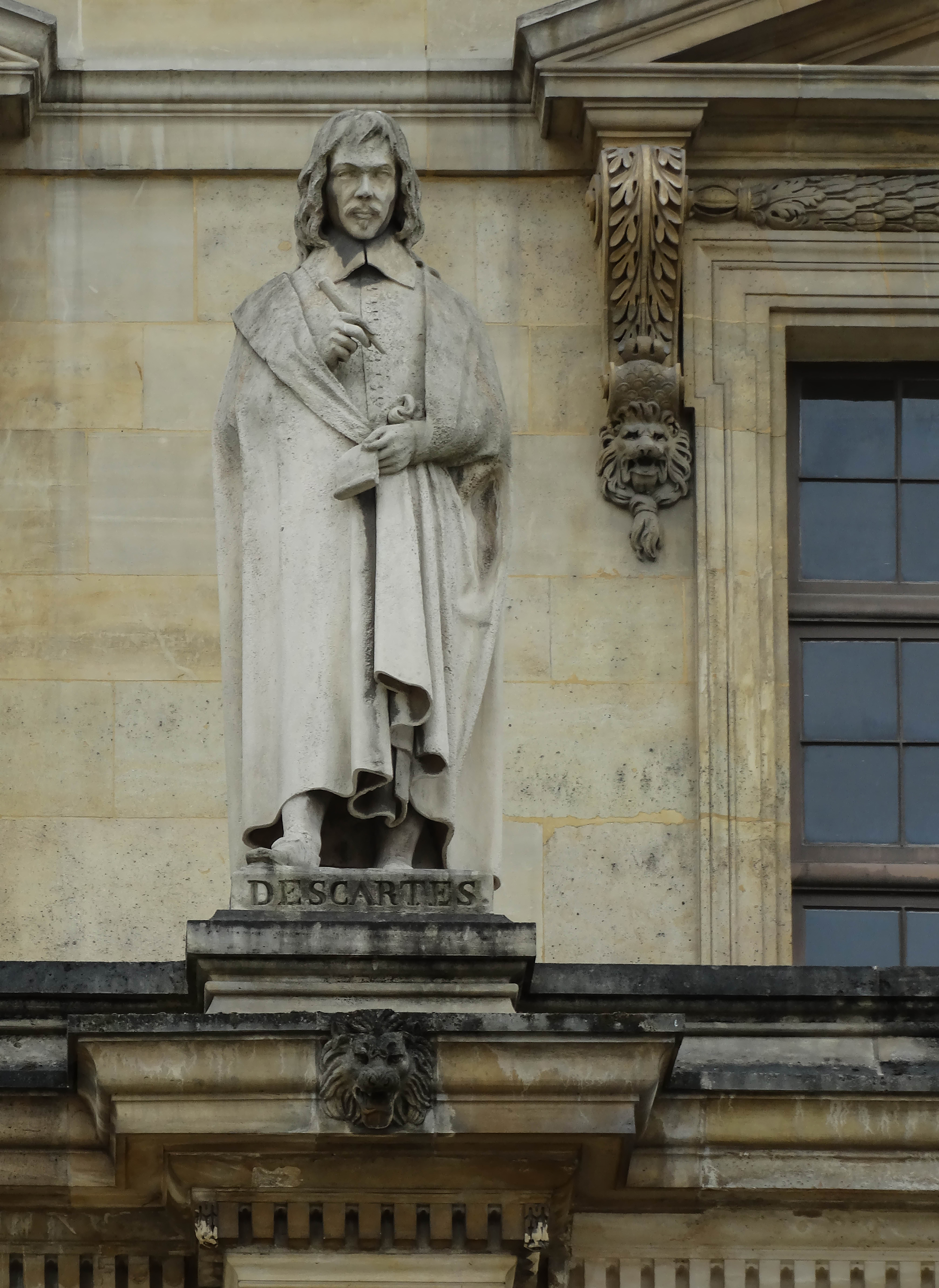
Estatua de René Descartes en el Louvre.

Este problema consiste en cómo saber que existe Dios, dado que frente a un escéptico que está dispuesto a poner en duda la evidencia, no bastaría siquiera dar un alegato completamente evidente. Recuérdese cómo Descartes mismo advierte que para refutar a los ateos no basta invocar un texto sagrado ("Carta a los Decanos y Doctores..." que precede a las Meditaciones), dado que este procedimiento es viciosamente circular. Este es un tema que ha sido incansablemente discutido por los comentaristas, pero dos respuestas básicas pueden darse al problema: o no lo sabemos en absoluto, pues el círculo es real y Descartes es un ingenuo que comete faltas indignas de un principiante, o bien se evita el círculo, pero a costa de atribuirle a Descartes posiciones extremadamente dogmáticas. O alternativamente, Descartes escapa al círculo al desarrollar una prueba dialéctica.
Según la última línea interpretativa, Descartes no habría intentado demostrar la existencia de Dios, sino ante todo, refutar la hipótesis en la que se funda la duda. Esto se conseguiría mostrando: 1) que un argumento incompatible con la hipótesis del genio, o del azar adverso, etc., es comparativamente 'más sólido que' la respectiva hipótesis escéptica; y 2), que ni ese argumento, ni el juicio que lo considera superior al alegato opuesto, merecen ser juzgados circulares.
Atendiendo al último punto: la refutación de la hipótesis del genio sería circular si enfrentado al argumento refutatorio, el escéptico aún pudiera sugerir que «acaso el propio genio le haya sugerido a Descartes este alegato». Así, la «prueba» de que no hay genio sucumbiría a la misma duda que aspira a superar, círculo. Pero esta réplica es ilegítima bajo el método cartesiano, puesto que para ofrecerla, el escéptico necesita apoyarse en una idea —la del genio maligno— que, una vez expuesta la refutación, tendríamos razones para poner en duda (V. gr., las razones en que estriba la misma refutación); ahora bien, el método pide no considerar verdadera, ni momentáneamente, una idea de la que tenemos razones para dudar. Por otro lado, la refutación solo habrá podido prosperar si parte de premisas que el propio escéptico ha introducido, al ofrecer las razones para dudar.
Por otro lado, por supuesto, el camino mencionado solo sería promisorio, si no suponemos de entrada que la duda radical planteada por el escéptico y admitida en la investigación, es universal (pues, siendo universal, a priori toda respuesta a esa duda sería ella misma dudosa de antemano y por ende, estaría condenada a la circularidad). Entonces, habrá que preguntarse dos cosas: 1) ¿Es posible plantear una duda sistemática y amplísima, que afecte incluso a las ideas evidentes, pero que no sea universal? Una posibilidad, desde luego, es imaginar que la duda no se formula con ayuda del cuantificador «todo...» (V. gr., todo pensamiento es falso), sino del cuantificador plurativo: «la mayoría de...» Y 2), ¿hay razones que legítimamente permitan desechar la duda universal, pero que no se reduzcan a señalar el fracaso al que estaríamos condenados, si hubiésemos de enfrentar esta clase de escepticismo? Esta última es, digamos, una pregunta abierta.

### La filosofía moral
Descartes no es muy conocido por sus contribuciones a la ética. La Internet Encyclopedia of Philosophy señala que: 
Aunque Descartes nunca escribió un tratado dedicado exclusivamente a la ética, los comentaristas han descubierto una serie de textos que demuestran un rico análisis de la virtud, el bien, la felicidad, el juicio moral, las pasiones y la relación sistemática entre la ética y el resto de la filosofía.
Descartes hizo sus escritos sobre moral o ética en la última parte de su vida, no obstante, antes, en su obra Discurso del método (1637) adoptó tres máximas que le permitieran actuar, al mismo tiempo que ponía en duda todas sus ideas. Estas máximas se conocen como su "moral provisional". A las tres máximas se le suma una cuarta que las enlaza con el método: juzgar bien para actuar bien.
En su obra posterior Descartes construye su filosofía moral sobre tres bases: la Metafísica, la Razón, y la Tradición Estoica. Para él la moral era una ciencia, la más alta y perfecta, y sus raíces se encuentran en la Metafísica, al igual que para las demás ciencias. Así pues nos habla de la existencia de Dios, del lugar del hombre en la naturaleza, formula la teoría del dualismo mente-cuerpo, y defiende el libre albedrío. Por otra parte afirma su racionalismo cuando nos dice que la razón es suficiente al hombre para la búsqueda de los bienes que debe perseguir, y también cuando afirma que la virtud consiste en el «razonamiento correcto» que debería guiar nuestras acciones.
La calidad del razonamiento depende de los conocimientos, ya que una mente bien informada se encuentra en mejores condiciones para tomar buenas decisiones. Las condiciones mentales también influirán en el proceso de razonamiento y por esto Descartes afirma que una filosofía moral completa debe incluir el estudio del funcionamiento del organismo humano. Él discutió estos temas en su correspondencia con la Princesa Isabel de Bohemia y como resultado decidió escribir su tratado «Las Pasiones del Alma», que contiene un estudio de los procesos y reacciones psicosomáticos en el hombre, con un énfasis en las emociones y pasiones. Descartes inicia la obra lamentando el estado de los escritos antiguos sobre las pasiones y declarando que "me veré obligado a escribir como si estuviera considerando un tema que nadie había tratado antes que yo". En él, identifica seis pasiones “primitivas”: el asombro, el amor, el odio, el deseo, la alegría y la tristeza. Un número ilimitado de pasiones surgen de la combinación de estas.
El hombre debería buscar el «bien supremo», que Descartes, siguiendo a Zenón, identifica con la virtud. Para Epicuro, el bien soberano era el placer, y Descartes dice que, de hecho, esto no está en contradicción con la enseñanza de Zenón, porque la virtud produce un placer espiritual, que es mejor que el placer corporal. En cuanto a la opinión de Aristóteles de que la felicidad (eudaimonia) depende tanto de la virtud moral como de los bienes de la fortuna como un grado moderado de riqueza, Descartes no niega que las fortunas contribuyan a la felicidad pero remarca que están en gran proporción fuera de control, mientras que la mente de uno está bajo el control completo de uno.

#### Libre albedrío
Otra postura que Descartes sostiene es la evidencia de la libertad. Pero más que discutir la realidad o no del libre albedrío, Descartes parece partir de la hipótesis de que él mismo es libre para poner esta libertad en práctica: ya la investigación, en su caso, resulta de una determinación voluntaria y libre. Además, la epistemología cartesiana, vg., su investigación sobre las condiciones de validez del conocimiento, hace un aporte tácito, pero fundamental, al campo de la filosofía práctica: la responsabilidad no es ilusoria, pues si hay conocimiento legítimo, y este versa en parte sobre algunas relaciones causales, hemos de tomar nuestras decisiones sin dar oídos sordos a las consecuencias previsibles de nuestros actos.
Sin embargo, parece que Descartes nunca intentó demostrar la corrección de la citada hipótesis sobre el libre albedrío, como no fuera poniéndola a prueba indirectamente, acaso examinando su capacidad de producir resultados favorables. 

## Contribuciones científicas
En ciencias, Descartes es considerado como el creador del mecanicismo, y en matemática, de la geometría analítica. Se le asocia con los ejes cartesianos en geometría, con la iatromecánica y la fisiología mecanicista en medicina, con el principio de inercia en física, con el dualismo filosófico mente/cuerpo y el dualismo metafísico materia/espíritu. No obstante, parte de sus teorías han sido rebatidas —teoría del animal-máquina— o incluso abandonadas —teoría de los vórtices—. Su pensamiento pudo aproximarse a la pintura de Poussin por su estilo claro y ordenado.

### Física

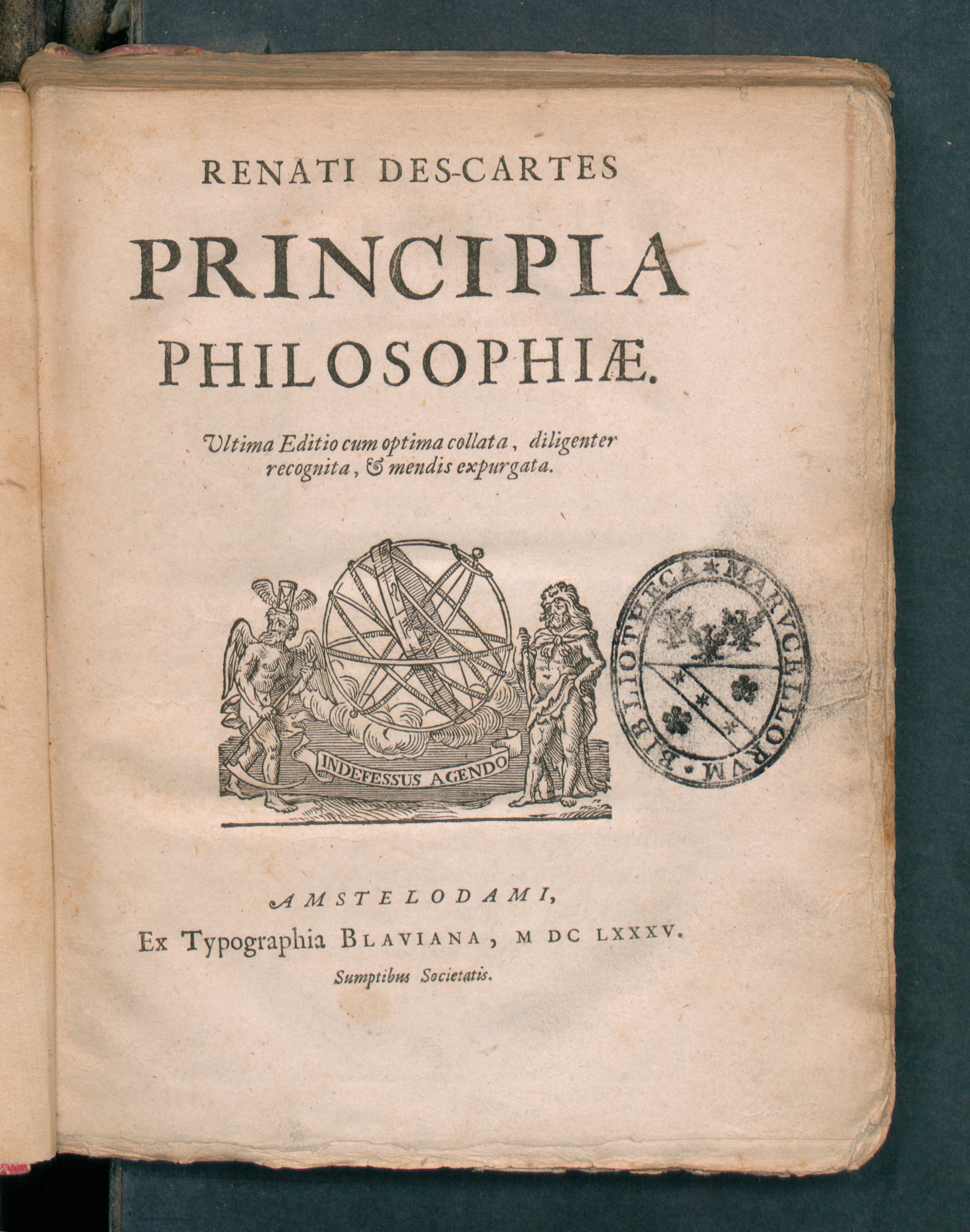
Principia philosophiae, 1685.

El comienzo del interés de Descartes por la física se atribuye al científico y matemático aficionado Isaac Beeckman, quien estuvo al frente de una nueva escuela de pensamiento conocida como filosofía mecánica. Con esta base de razonamiento, Descartes formuló muchas de sus teorías sobre física mecánica y geométrica.
En lo relativo al conocimiento de la Naturaleza por medio de la experiencia, Descartes es heredero y continuador de toda la revolución renacentista, de la crítica a la física aristotélica, del heliocentrismo propuesto por Copérnico y, de manera especial, del corpuscularismo propuesto por Gassendi y está al corriente de todas las investigaciones en el terreno matemático y físico que se están llevando a cabo; su correspondencia muestra el contacto que tiene con todos los estudiosos de su época.
Galileo y Descartes consideran el carácter matemático del espacio. Galileo lo hace reduciendo el movimiento de caída a fórmulas matemáticas y Descartes con su contribución a la geometría.

La filosofía está escrita en este gran libro continuamente abierto ante nuestros ojos, me refiero al universo, pero no se puede comprender si antes no se ha aprendido su lenguaje y nos hemos familiarizado con los caracteres en los que está escrito. Está escrito en lenguaje matemático, y los caracteres son triángulos, círculos y demás figuras geométricas, sin los cuales es humanamente imposible entender ni una sola palabra; sin ellos se da vueltas en vano por un oscuro laberinto.
Galileo. Il sagiattore.

El fundamento del espacio Descartes lo encuentra en una idea clara y evidente: la extensión. Los cuerpos se identifican con la extensión, pues de ellos podemos abstraer todas las demás propiedades sensibles menos esta. Descartes hace la distinción al mencionar que «la extensión ocupa lugar, el cuerpo tiene extensión, y la extensión no es cuerpo». Pero afirma:

El espacio o el lugar interior y el cuerpo que está comprendido en este espacio no son diferentes sino por nuestro pensamiento. Pues, en efecto, la misma extensión en longitud, anchura y profundidad que constituye el espacio, constituye el cuerpo.
Principios de la filosofía.

Por ello niega el vacío que será únicamente comprendido bajo la extrapolación de la idea de la "falta de algo". Descartes estableció que el movimiento rectilíneo es el natural, en contra de la idea que era el circular uniforme aristotélico de las estrellas y de los planetas. Según la física de Descartes la extensión llena el espacio de forma continua, donde unos vórtices, remolinos materiales, generan el movimiento continuo de los astros. Su teoría de los vórtices postulaba que el espacio estaba ocupado por un fluido invisible (el éter) que giraba formando vórtices celestes, y el Sol era el centro de uno de ellos. Este arrastraría planetas, los cuales serán el centro de otros vórtices más pequeños que actuarían sobre satélites como la Luna. Esta idea tuvo mucha fuerza porque explicaba cómo se movían los cuerpos celestes sin que actuaran fuerzas a distancia, algo inconcebible para la época. La teoría de los vórtices fue defendida en Francia durante casi cien años, incluso después de Isaac Newton.
El espacio-mundo es indefinido pues no puede ser infinito, pues la infinitud es un atributo solo de Dios. Por ello el carácter de lugar es relativo.

Las palabras lugar y espacio no significan nada que difiera verdaderamente del cuerpo del que decimos que está en algún lugar, y, nos indican solamente su magnitud, su figura y cómo está situado entre los otros cuerpos. Pues es necesario para determinar esta situación dar constancia de algunos otros que consideramos como inmóviles; pero según cuales sean los que así consideremos, podemos decir que una misma cosa cambia de lugar o que no cambia.
Principios de filosofía

Es evidente que Descartes conoce perfectamente la obra de Galileo y la invariancia galileana. De esta forma se "espacializa" el universo y el mundo se concibe con un inmenso mecanismo. Descartes propuso que la atracción magnética fue causada por la circulación de pequeñas partículas helicoidales.

### Matemáticas

Coordenadas cartesianas.

La Stanford Encyclopedia of Philosophy expresa que: 
Hablar de las contribuciones de René Descartes a la historia de las matemáticas es hablar de su La Géométrie (1637), un breve tratado incluido en el Discurso del método publicado de forma anónima. En La Géométrie , Descartes detalla un programa innovador para la resolución de problemas geométricos, a lo que se refiere como un "cálculo geométrico" (calcul géométrique). 
En La Géométrie Descartes "descubre la regla de la alternancia de los signos de los coeficientes de una ecuación" y "demuestra que toda ecuación de cuarto grado es la intersección de una parábola con una circunferencia". Uno de los legados más perdurables de Descartes fue su desarrollo de la geometría cartesiana o analítica, que utiliza el álgebra para describir la geometría. Descartes inventó la convención de representar incógnitas en las ecuaciones con [ x , y , z ] y datos conocidos por [ a , b , c ]. También fue pionero en la notación estándar que usa superíndices para indicar los exponentes; por ejemplo, el 2 utilizado en x 2 para indicar x al cuadrado.

Son conocidos los teoremas de Descartes acerca de los defectos angulares, en el que la suma de los defectos angulares de todos los vértices de un poliedro convexo (sin huecos como un cubo) es siempre igual a 4π o 720º, teniendo similitudes con la teorema de Euler para poliedros; y el teorema de los círculos de las cuatro tangentes, en donde los inversos k de los radios de cuatro circunferencias mutuamente tangentes satisfacen:

{\displaystyle (k_{1}+k_{2}+k_{3}+k_{4})^{2}=2\,(k_{1}^{2}+k_{2}^{2}+k_{3}^{2}+k_{4}^{2}).}

Además, Descartes retó a Pierre de Fermat a que encontrase la tangente en un punto de la curva con ecuación x3 + y3 – 3axy = 0 (Folium de Descartes), quien la resolvió fácilmente. Los trabajos de Descartes y Fermat proporcionaron la base para el cálculo desarrollado por Newton y Leibniz, quienes aplicaron el cálculo infinitesimal al problema de la línea tangente, permitiendo así la evolución de esa rama de las matemáticas modernas. Su regla de los signos también es un método comúnmente usado para determinar el número de raíces positivas y negativas de un polinomio.

### Óptica
Descartes también hizo contribuciones al campo de la óptica. Mostró utilizando la construcción geométrica y la ley de refracción (también conocida como ley de Descartes o más comúnmente la ley de Snell) que el radio angular de un arco iris es de 42 grados (es decir, el ángulo subtendido en el ojo por el borde del arco iris y el arco). También descubrió de forma independiente la ley de la reflexión, y su ensayo sobre la óptica fue la primera mención publicada de esta ley.

## Continuadores de Descartes
Los más notables cartesianos, entre ellos, son: Antoine Arnauld (1612-94) y Pierre Nicole (1625-95). Son los principales miembros de la Escuela de Port Royal, que suelen considerarse representantes del jansenismo por haber adoptado la mayoría esta doctrina en cuestiones teológicas y filosóficas. Su obra común, Lógica de Port-Royal, está elaborada de acuerdo con la metodología cartesiana, aunque no faltan en ella elementos aristotélicos, como p. ej. las formas del razonamiento. Ambos son teólogos agustinianos más que lógicos, y su obra filosófica está al servicio de la teología. Arnauld fue el autor de las cuartas objeciones a las Meditaciones, lo que no le impidió ser más tarde un «ortodoxo» cartesiano.
Algunos oratorianos, miembros de la Congregación del Oratorio, cuyo más alto representante es Malebranche, encuentran en el mecanicismo cartesiano un medio de conciliar el espiritualismo de S. Agustín con las nuevas ciencia y filosofía. La influencia de Descartes se encuentra sobre todo en el estudio del alma y su carácter espiritual, en la investigación sobre la verdad, la visión de las cosas en Dios y las relaciones entre alma y cuerpo. Como los portroyalistas, los oratorianos ponen su filosofía al servicio de una apología del cristianismo, lo que los lleva a elaborar una peculiar teología, no exenta de equívocos. Pierre de Bérulle (1575-1629) y N. Poisson (1637-1710) representan, con Malebranche, el cartesianismo del Oratorio.
Además de Malebranche son notables cartesianos, entre los ocasionalistas, Arnold Geulincx (1625-69), belga, que trata de elaborar una ética partiendo del ocasionalismo; trabajó también en Lógica y Física. Los llamados ocasionalistas reciben esta denominación común no por pertenecer a una escuela, como los anteriores, sino por coincidir en la forma de solucionar el problema cartesiano de la intercomunicación de las substancias. Mantienen el estricto dualismo cartesiano entre substancia extensa y substancia pensante, y coinciden en afirmar que todo cuanto existe es una substancia o la modificación de una substancia. Además de su peculiar concepción de la substancia, mantienen también una peculiar teoría sobre la naturaleza y acción de las causas; niegan la relación causal, no sólo entre alma y cuerpo, sino también entre las distintas substancias extensas (cuerpos). Dios, Ser Supremo pensante, interviene para producir un movimiento en el cuerpo cada vez (con ocasión de) que otro se ha producido en el espíritu, y viceversa. La realidad y acción de la causa y la relación causa-efecto desaparecen en esta concepción sustituidas por el concepto de ocasión. Es una concepción estática del Universo, que remite a Dios el papel de mantener la armonía entre las substancias independientes. El alemán Johann Clauberg (1620-65) que, como Louis de la Forge (1605-69), se esfuerza por conciliar a Descartes con la tradición platónica y el agustinismo; sobre la situación del alma separada después de la muerte se limita a afirmar su natural incorruptibilidad. G. Courdemoy (1620-84) es, de todos los ocasionalistas, quien presenta una visión del mundo más desarticulada, y es por ello especialmente atacado por Leibniz, para quien la causalidad surgía de la armonía preestablecida entre las alteraciones producidas inmanentemente dentro de diferentes sustancias. Introduce en el mecanicismo cartesiano una nueva forma de atomismo, y es uno de los más peculiares cartesianos.
El inglés Sylvain Régis (1632-1707), que defiende a Descartes contra su objetor Pierre Daniel Huet, al que tacha de sensualista escéptico y antirracionalista achacándole el admitir como válido sólo al conocimiento sensorial y el llevar al extremo la duda metódica cartesiana, como si la razón fuese impotente para alcanzar certeza. Régis elabora un sistema completo de filosofía cartesiana (lógica, metafísica, física y ética), con tendencias empiristas. Tiene rasgos de originalidad, y acusa la influencia de otros pensadores, como Locke, Hobbes o Spinoza.
Jacques Rohault (1620-72) es el único cartesiano que no prescinde de la ciencia experimental; escribió un Traité de Physique basado en el mecanicismo de Descartes dando gran importancia a la experimentación, sobre todo en sus investigaciones sobre la capilaridad. Tiene dos textos, póstumos, de matemáticas y mecánica. Se le acusó de pretender convertir al hombre en máquina y, por tanto, de herejía.
Robert Desgabets (1620-78) coincide en el ocasionalismo con los anteriores, y, aún considerando peligrosa la duda cartesiana, encuentra en el cartesianismo un medio de establecer la sólida certeza de nuestros conocimientos frente a los escépticos, sobre todo en materia religiosa.
Antoine Le Grand (m. 1699) defendió el más estricto cartesianismo en Inglaterra frente a las objeciones del obispo anglicano S. Parker.

### Presunto rosacrucianismo
Se debate la pertenencia de Descartes a los rosacruces.
Las iniciales de su nombre se han relacionado con las siglas RC, muy utilizadas por los rosacruces. Además, en 1619 Descartes se mudó a Ulm, que era un centro internacional de renombre del movimiento rosacruz. Durante su viaje por Alemania, Descartes conoció a Johannes Faulhaber, quien previamente le había expresado su compromiso personal de unirse a la hermandad.
Descartes dedicó la obra titulada El tesoro oculto matemático de Polibio, ciudadano del mundo a "los hombres eruditos de todo el mundo y especialmente a los distinguidos BRC (Hermanos de la Rosacruz) en Alemania". La obra no se completó y su publicación es incierta.

## Obra
Escribió una parte de sus obras en latín, que era la lengua franca de los expertos, y la otra parte en francés, su idioma nativo.
Aunque se conservan algunos apuntes de su juventud, la primera obra de Descartes fue Reglas para la dirección del espíritu, escrita en 1628, aunque quedó inconclusa, y que se publicó póstumamente en 1701. Luego Descartes escribió El mundo o tratado de la luz y El hombre, que retiró de la imprenta al enterarse de la condena de la Inquisición a Galileo en 1633, y que más tarde se publicaron a instancias de Gottfried Leibniz. En 1637 publicó el Discurso del método para dirigir bien la razón y hallar la verdad en las ciencias, seguido de tres ensayos científicos: La Geometría, Dióptrica y Los meteoros. Con estas obras, escritas en francés, Descartes acaba por presentarse ante el mundo erudito, aunque inicialmente intentó conservar el anonimato.
En 1641 publicó las Meditaciones metafísicas, acompañadas de un conjunto de Objeciones y respuestas que amplió y volvió a publicar en 1642. Hacia 1642 puede fecharse también el diálogo, obra póstuma, La búsqueda de la verdad mediante la razón natural.
En 1644 aparecen los Principios de filosofía, que Descartes idealmente habría planeado para la enseñanza. En 1648 Descartes le concede una entrevista a Frans Burman, un joven estudiante de teología, quien le hace interesantes preguntas sobre sus textos filosóficos. Burman registra detalladamente las respuestas de Descartes, y estas usualmente se consideran genuinas. En 1649 publicó un último tratado, Las pasiones del alma. Sin embargo, aún pudo diseñar para Cristina de Suecia el reglamento de una sociedad científica, cuyo único artículo es que el turno de la palabra corresponda rotativamente a cada uno de los miembros, en un orden arbitrario y fijo.
De Descartes también se conserva una copiosa correspondencia, que en gran parte canalizaba a través de su amigo Mersenne, así como algunos esbozos y opúsculos que dejó inéditos. 
En 1663, la Iglesia Católica añadió sus obras al Índice de libros prohibidos.

### Edición canónica
La edición de referencia o canónica de sus obras es la que prepararon Charles Adam y Paul Tannery a fines del siglo XIX e inicios del XX, y a la que los comentaristas usualmente se refieren como AT, por las iniciales de los apellidos de estos investigadores.

### Traducciones en castellano
- Compendio de música. Madrid: Tecnos, 2001. Traducción de Primitiva Flores Santamaría y Carmen Gallardo Mediavilla. Introducción de Ángel Gabilondo.
- Reglas para la dirección del espíritu. Madrid: Alianza Editorial, 2003. Traducción, introducción y notas de Juan Manuel Navarro Cordón.
- El mundo. Tratado de la luz. Barcelona: Anthropos, 1989. Traducción de Salvio Turró.
- El Mundo o el Tratado de la luz. Madrid: Alianza Editorial, 2019. Introducción, traducción y notas de Ana Rioja Nieto.
- Discurso del método, Dióptrica, Meteoros y Geometría. Madrid: Alfaguara, 1996. Prólogo, traducción y notas de Guillermo Quintás.
- Discurso del método. La Dióptrica. Los meteoros. La geometría. Barcelona: Círculo de lectores, 1996. Traducción de Guillermo Quintás. Prólogo de Víctor Navarro y Guillermo Quintás.
- Discurso del método. Madrid: Alianza Editorial, 2010. Traducción, introducción y notas de Risieri Frondizi.
- Discurso del método. Madrid: Tecnos, 2006. Traducción, introducción y notas de Eduardo Bello Reguera.
- Discurso del método. Madrid: Biblioteca Nueva, 2010. Edición de Luis Arenas.
- El discurso del método. Madrid: Akal, 2009. Traducción de Fernando Alonso.
- Discurso del método / Meditaciones metafísicas. Madrid: Austral, 2010. Edición y traducción de Manuel García Morente.
- Discurso del método y Meditaciones metafísicas. Madrid: Tecnos, 2011. Edición de Olga Fernández Prat. Traducción de Manuel García Morente.
- Discurso del método para bien conducir la razón y buscar la verdad en las ciencias, Madrid: Trotta, 2018. Edición y traducción trilingüe de Pedro Lomba.
- Meditaciones metafísicas. Madrid: Alianza Editorial, 2011. Traducción de Guillermo Graíño Ferrer.
- Los principios de la filosofía. Madrid: Alianza Editorial, 1995. Traducción de Guillermo Quintás.
- Observaciones sobre la explicación de la mente humana. Valencia: Teorema, 1981. Edición de Guillermo Quintás Alonso.
- Observaciones sobre la explicación de la mente humana. Oviedo: KRK Ediciones, 2019. Edición de Guillermo Quintás Alonso.
- Las pasiones del alma. Madrid: Tecnos, 2005. Estudio preliminar y notas de José Antonio Martínez Martínez. Traducción de José Antonio Martínez Martínez y Pilar Andrade Boué.
- Las pasiones del alma. Madrid: Biblioteca Edaf, 2005. Prólogo de Agustín Izquierdo. Traducción de Tomás Onaindia.
- Las pasiones del alma. Madrid: Biblioteca Nueva, 2005. Traducción de Francisco Fernández Buey.
- Tratado de las pasiones del alma. Madrid: Austral, 2017. Traducción de Eugenio Frutos Cortés.
- La búsqueda de la verdad mediante la luz natural. Oviedo: KRK Ediciones, 2009. Traducción e introducción de Juan Á. Canal.
- El tratado del hombre. Madrid: Alianza Editorial, 1990. Traducción de Guillermo Quintás.
- Tratado del hombre. Madrid: Editora Nacional, 1980. Edición y traducción de Guillermo Quintás.
- Tratado del hombre. Barcelona: MRA, 1994. Edición facsímil a cargo de Doctor Andreu. Traducción de Ana Gómez Rabal.
- Correspondencia con Isabel de Bohemia y otras cartas. Barcelona: Alba Editorial, 1999. Traducción de María Teresa Gallego Urrutia. Introducción de Mateu Cabot.
- La correspondencia Descartes-Henry More. Madrid: Antígona Ediciones, 2011. Edición de José Luis González Recio.
- Cartas filosóficas. Buenos Aires: Terramar Ediciones, 2008.  Traducción de Elisabeth Goguel.

La colección Biblioteca de Grandes Pensadores de Gredos publicó en 2012 un compendio que incluye: Reglas para la dirección del espíritu, Investigación de la verdad por la luz natural, Discurso del método, Meditaciones metafísicas seguidas de las objeciones y respuestas, Conversación con Burman, Las pasiones del alma, Correspondencia con Isabel de Bohemia y Tratado del Hombre.
En México Laura Benítez Grobet y Luis Villoro publicaron traducciones de El mundo o Tratado de la Luz y las Reglas para la dirección del espíritu, respectivamente. Ambas ediciones bajo el sello de la UNAM.